# Cléder
Cléder [kledεʁ] (Kleder en breton), est une commune française située dans le département du Finistère, en région Bretagne.
Au cœur de la Ceinture dorée, la ville dispose à la fois de vastes exploitations agricoles (champs et serres) et d'une façade littorale avec de grandes plages de sable fin et une nature préservée.

## Géographie

### Localisation
Cléder est située en bordure de la Manche, proche de Saint-Pol-de-Léon et entre les communes de Plouescat, Sibiril, Tréflaouénan et Saint-Vougay. Sa superficie est de 3 744 hectares (soit 103,6 hab/km2). La distance entre Cléder et Morlaix est 22 km (Morlaix se trouve au sud-est de Cléder).
Cléder fit partie de la Communauté de communes de la Baie du Kernic jusqu'à sa fusion avec la communauté de communes du Pays Léonard, et désormais, depuis le 1er janvier 2017, de Haut-Léon Communauté.
| La Manche                       | La Manche  | La Manche    |
| Plouescat                       | Cléder     | Sibiril      |
| Plounevez-Lochrist Saint-Vougay | Plouzévédé | Tréflaouénan |

### Description

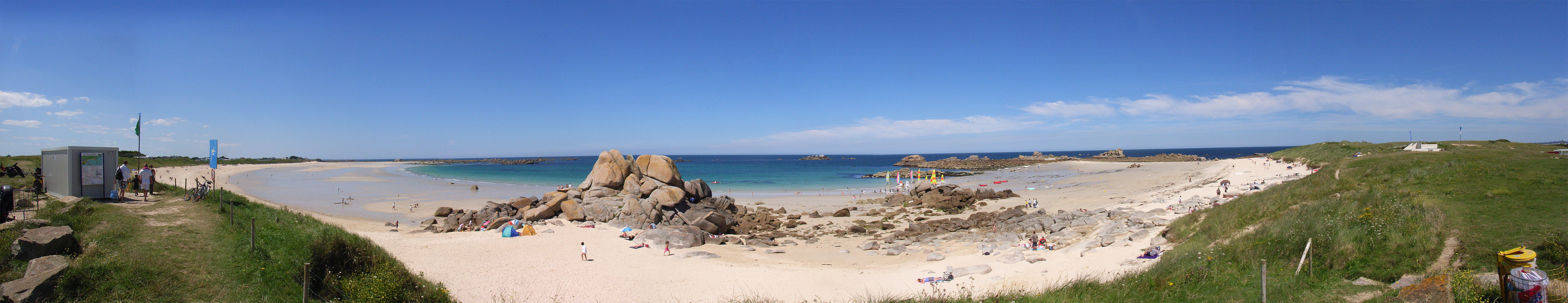
La plage des Amiets, vue panoramique.

Le littoral, orienté est-ouest et à dominante sableuse (d'où l'appellation touristique de « Côte des Sables »), bordé d'un cordon dunaire de faible hauteur (13 mètres maximum) et peu large, va de l'estuaire du Pont-Neuf (où se jette un minuscule fleuve côtier, qui sert de limite avec Sibiril) à l'est, à la plage de Kerfissien à l'ouest, en passant par Tévenn Braz, les plages de Groac'h Zu et de Kervaliou et la plage des Amiets ; quelques pointes rocheuses très modestes an Holed, an Amied) les séparant.
Ce littoral, anciennement marécageux (un hameau de Cléder porte le toponyme révélateur de « Palud ») et tourbeux (une grande tourbière existait devant Kerrien et Roguennic avant les aménagements survenus pendant la seconde moitié du XXe siècle).). est très fragile et menacé par l'érosion ; le cordon dunaire est régulièrement aminci par les tempêtes et sa rupture éventuelle menacerait les maisons, des résidences secondaires pour la plupart, situées juste en arrière. Chaque année, il faut réensabler (« On a remonté 2 000 tonnes l'hiver dernier » [hiver 2016-2017] dit le maire, Gérard Daniélou, qui voudrait prolonger les enrochements déjà existants, mais cela est désormais interdit, car la commune est classée « Site remarquable » depuis 1986.
L'érosion modifie même les paysages rocheux : la roche connue sous le nom "le macareux de Cléder" a ainsi disparu lors d'une tempête en 2009

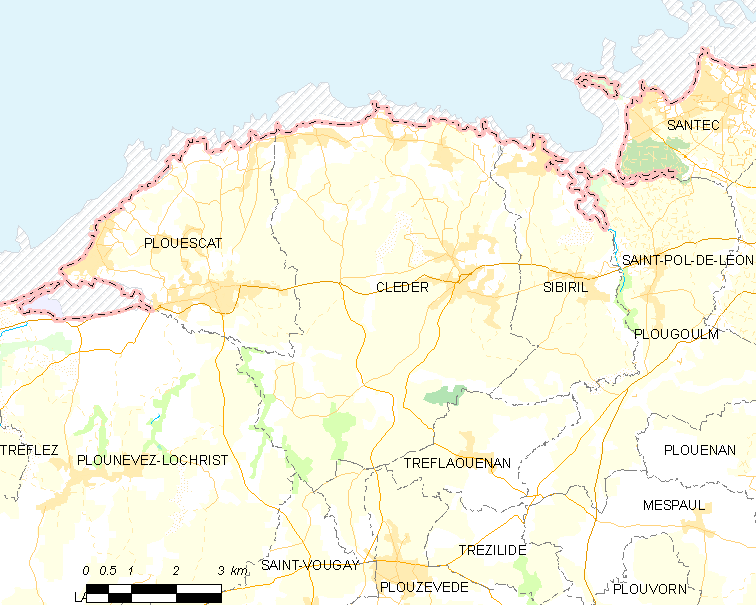
Carte de la commune de Cléder.
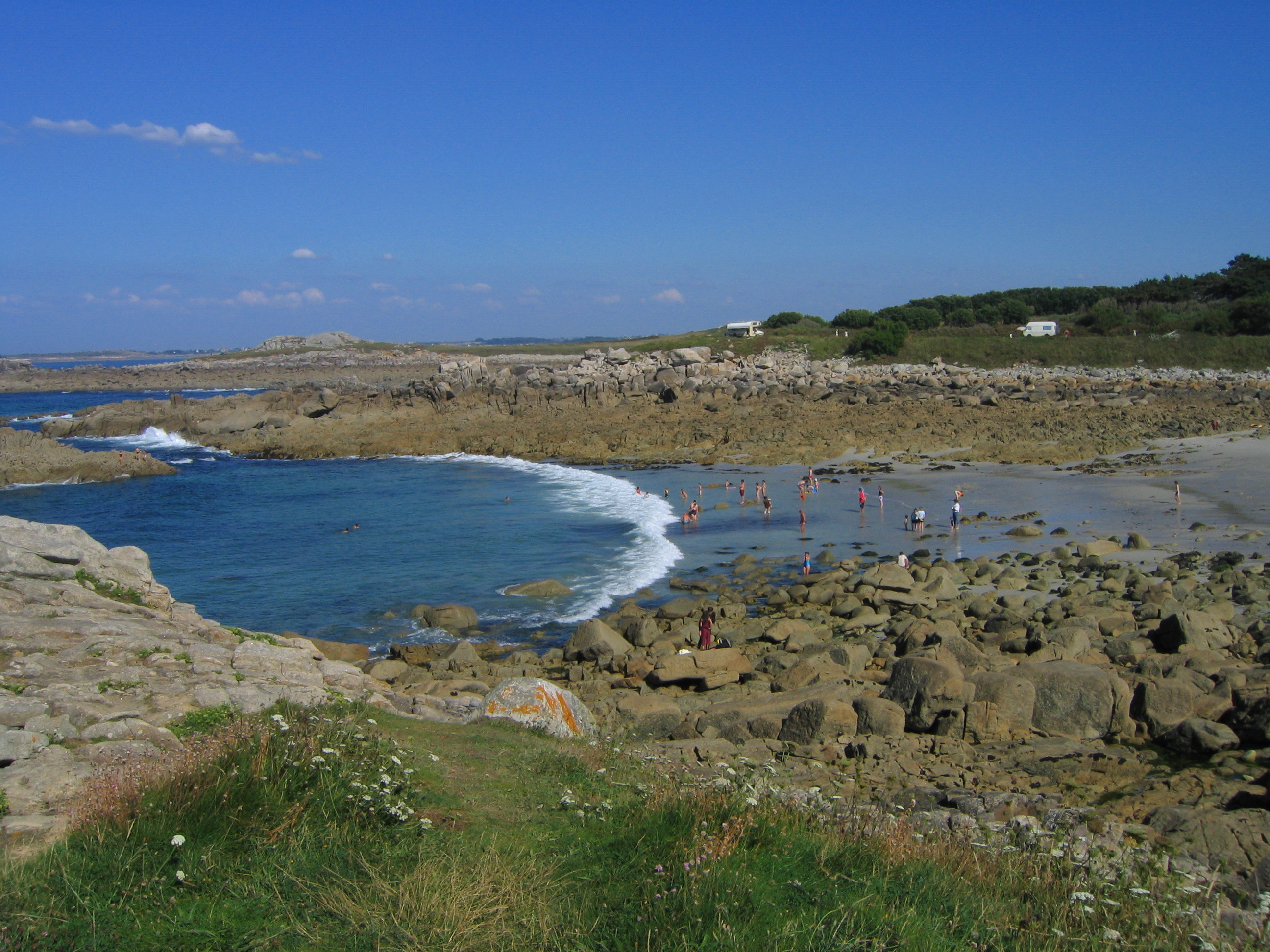
La plage de Groac'h Zu.
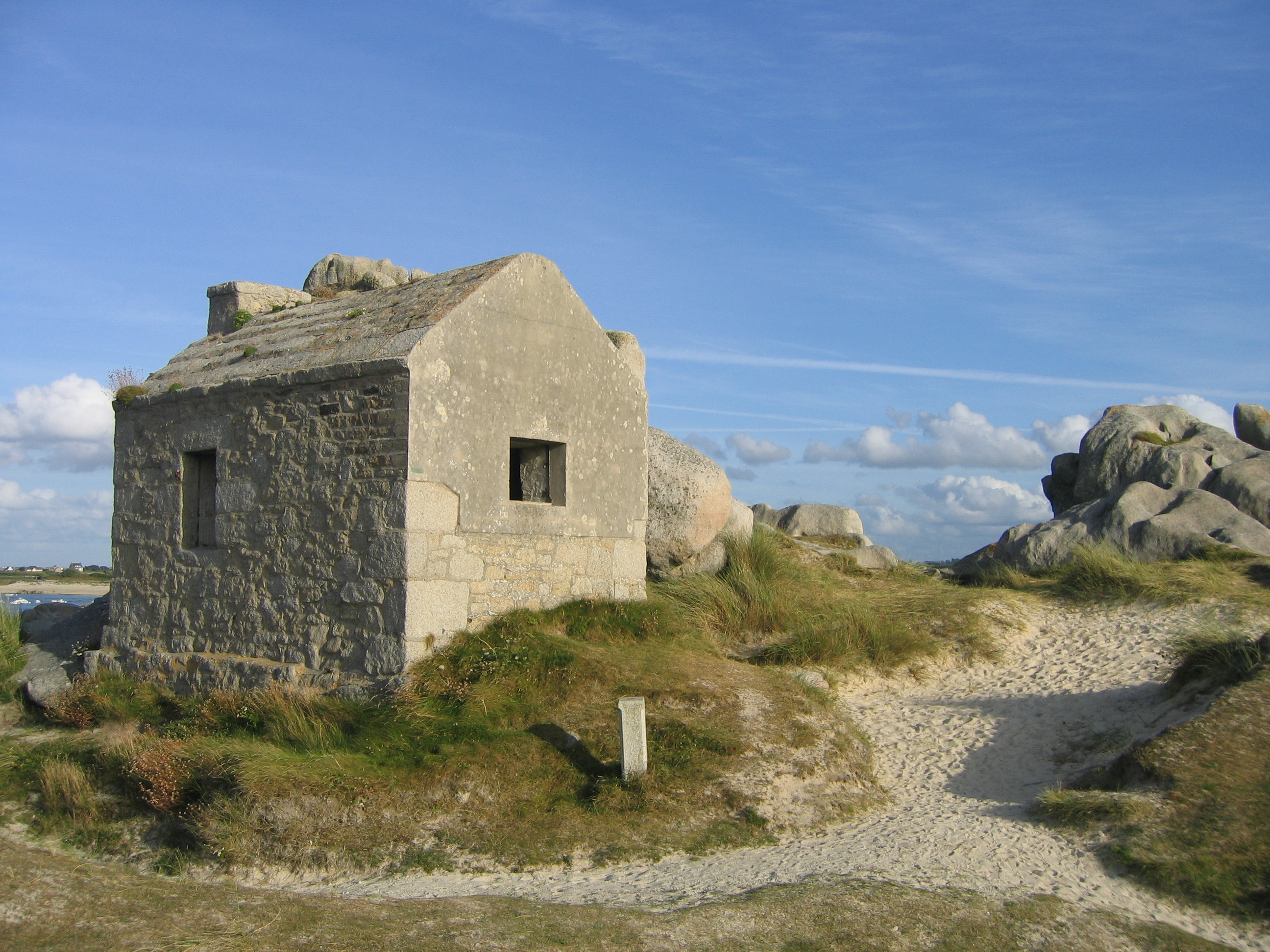
Le corps de garde des Amiets.
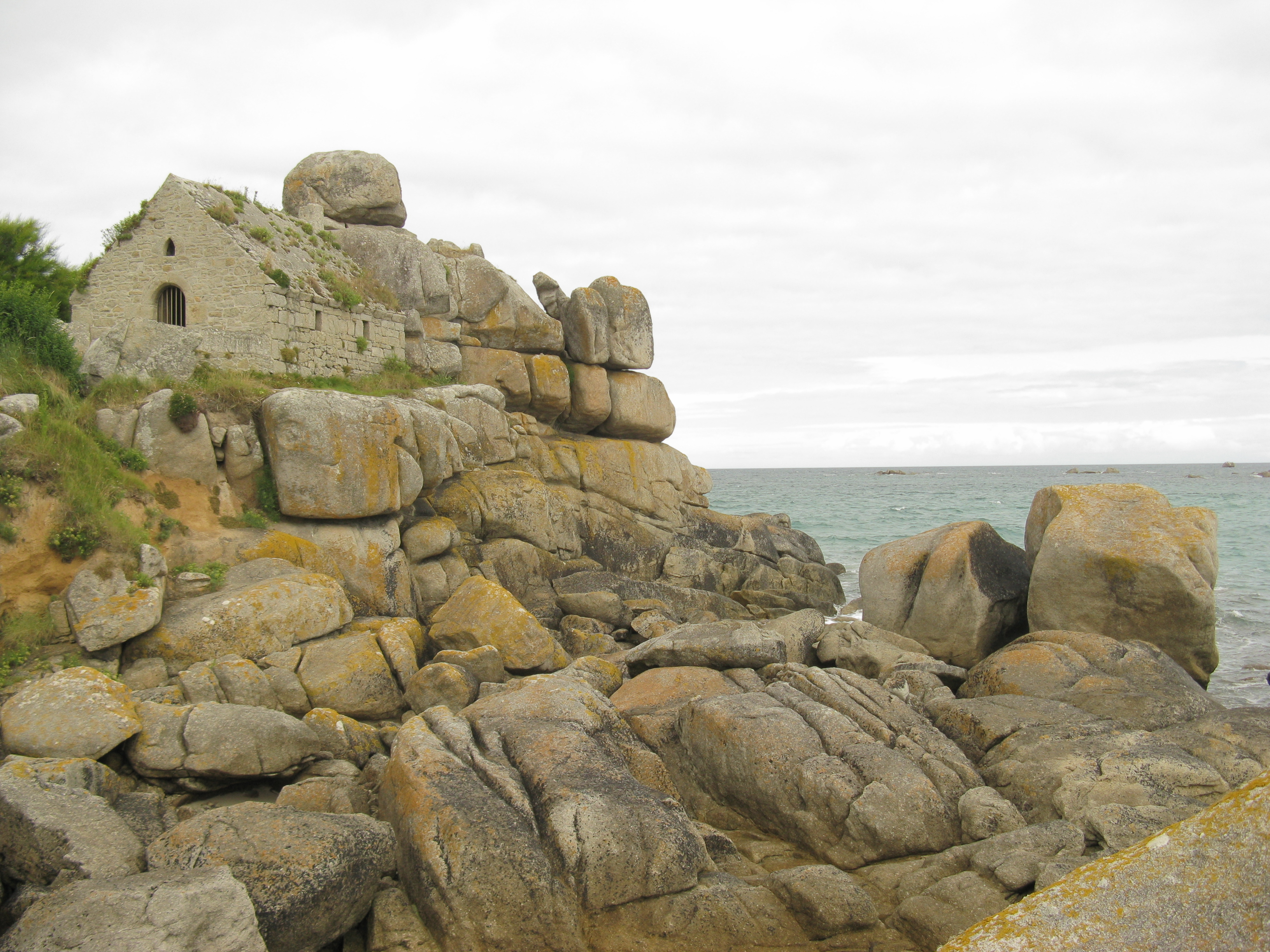
La maison des douaniers et les rochers de Kerfissien.
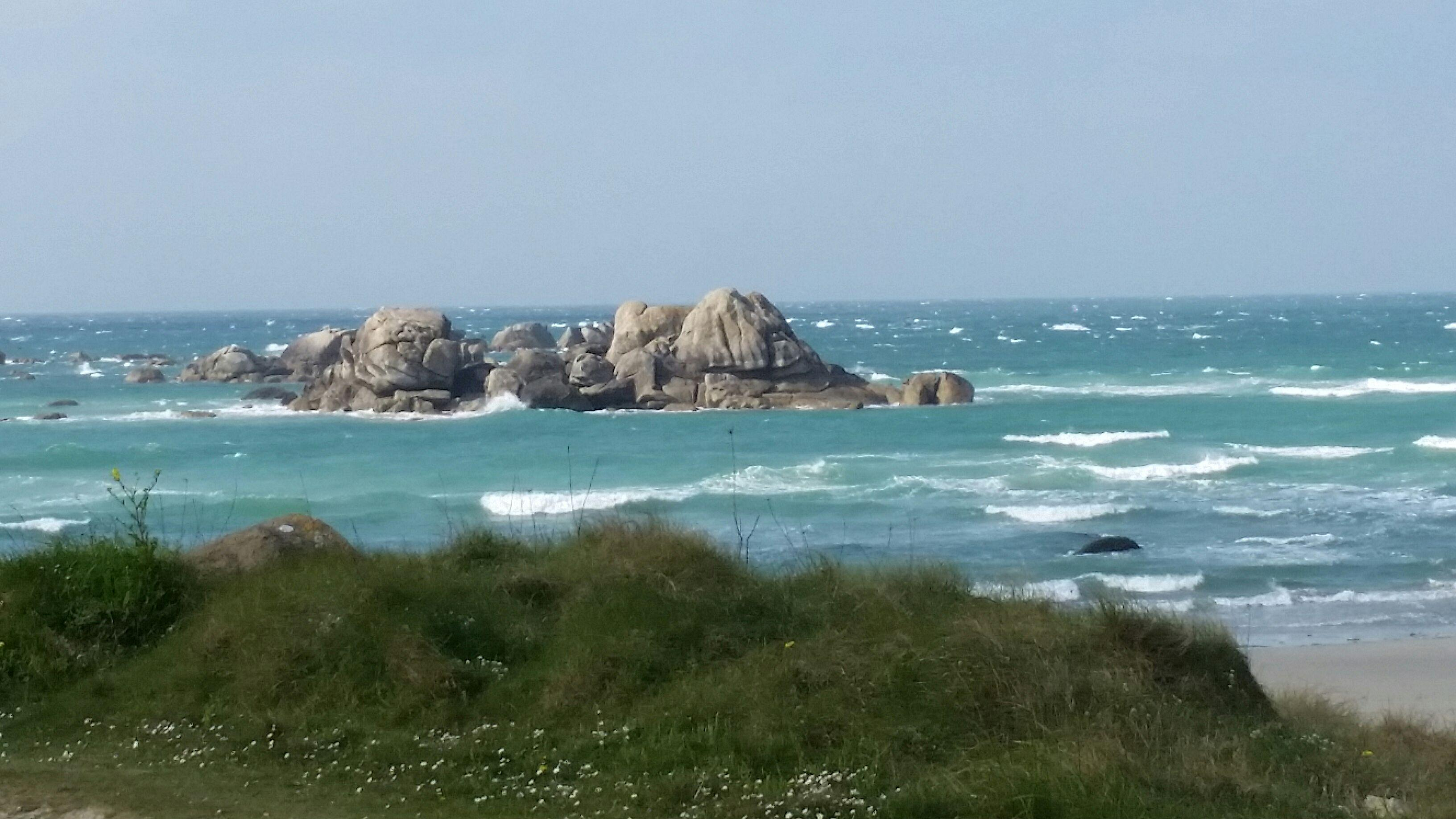
Rochers devant la plage de Kerfissien.
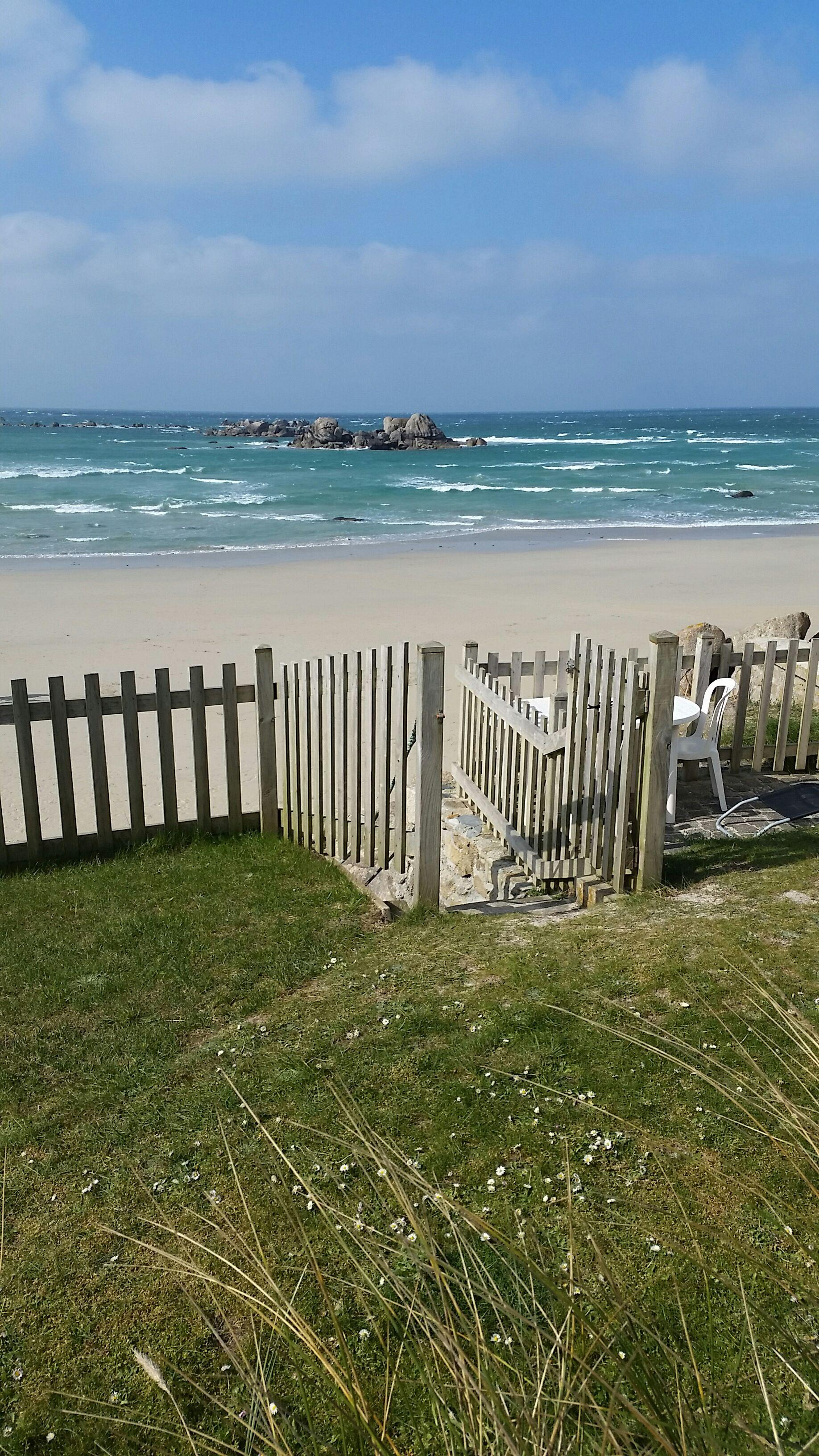
Ganivelles et escalier donnant accès à la plage de Kerfissien (protection contre l'érosion accentuée par le piétinement).

Le bourg de Cléder s'est développé sur le plateau, vers 45 mètres d'altitude, à l'écart de la côte, comme c'est le cas pour la plupart des communes voisines, probablement en raison des menaces que représentait le littoral en raison des dangers d'incursions d'envahisseurs venus de la mer et de son caractère inhospitalier, le dit littoral n'étant pas propice à un développement portuaire, même si un modeste port de plaisance a été aménagé au Poulennou dans le cours du XXe siècle et était traditionnellement peu habité. Ce plateau est troué de quelques vallons creusés par de minuscules fleuves côtiers coulant sud-nord, à l'exception du Kérallé, qui coule est-ouest car il se jette dans l'anse de Kernic. Les altitudes les plus élevées (66 mètres au maximum) se rencontrent dans la partie sud du finage communal.
Paradoxalement, malgré la proximité de la mer, Cléder était avant tout une paroisse, et est encore une commune rurale, faisant partie de la Ceinture dorée, cultivant choux-fleurs, artichauts, oignons de Roscoff (AOC), échalotes, etc.
L'habitat rural traditionnel est dispersé en un grand nombre de hameaux et fermes isolées, répartis dans l'ensemble du territoire communal. Ce n'est que dans la seconde moitié du XXe siècle que des lotissements touristiques se sont créés le long du littoral, juste en arrière du cordon de dunes.

### Cadre géologique

Carte géologique simplifiée du Massif armoricain.

Cléder est au nord-est du domaine structural de la zone de Léon qui constitue un vaste antiforme granitique et métamorphique de 70 km sur 30 km orienté NE-SW. Postérieurement au métamorphisme hercynien, se développe un important plutonisme : le chapelet nord de granites rouges tardifs (ceinture batholitique de granites individualisé pour la première fois par le géologue Charles Barrois en 1909, formant de Ouessant à Barfleur (Aber-Ildut, Carantec, Ploumanac'h, puis Flamanville et Barfleur, un alignement de plutons de direction cadomienne, contrôlé par les grands accidents directionnels WSW-ENE), datés aux alentours de 300 Ma, correspond à un magmatisme permien. L'orogenèse hercynienne se termine par la formation de deux accidents crustaux majeurs qui décalent les granites carbonifères : le décrochement dextre nord-armoricain (faille de Molène – Moncontour) et le cisaillement senestre de Porspoder-Guissény (CPG). Le plutonisme sur le territoire de Cléder se traduit par la mise en place du massif de monzogranite de Brignogan-Plouescat-Cléder qui forme un pluton unique, coupé par le décrochement de Porspoder (baie de Goulven). Le monzogranite de Cléder est constitué par un faciès à mégacristaux d'orthose (3 cm) et avec un peu de muscovite. Cette venue granitique est associée au fonctionnement de la faille de Porspoder.
Le granite de Cléder est gris très clair, avec une faible nuance bleutée dans ses parties les plus saines, à grains moyens, et présente une texture porphyroïde. Plusieurs facteurs (aptitude à la taille, très grande résistance aux agents météoriques, extraction aisée sur le littoral clédérois où le granite affleure sous forme de chaos de boules énormes) expliquent l'engouement pluriséculaire pour cette roche qui offre les qualités permettant l'obtention de pierres de taille : par exemple, depuis des carrières exploitées à ciel ouvert situées près du littoral aux lieux-dits "La Grève Blanche" et "Port-Neuf" ainsi qu'à la pointe de Theven Braz. Le granite de Cléder fut utilisé pour construire le château de Kergounadeach, l'église de Plouénan et de Saint-Vougay, pour daller les églises de Tréflez, de Roscoff et du Kreisker, ou pour construite des ouvrages d'art sur la ligne ferroviaire allant de Morlaix à Roscoff. Les carrières aujourd'hui abandonnées occupaient à la fin du XIXe siècle près de 200 tailleurs de pierre sur le territoire de Cléder qui faisait figure à cette époque de « petite capitale du granite », « petite » car cette roche était concurrencée à Morlaix par des granites plus distaux comme ceux de l'Île-Grande.
En 1875, Émile Cartailhac écrit : « Entre le bourg de Cléder et celui de Plouescat est une étendue de terrain très considérable, couverte d'une grande quantité d'énormes pierres brutes, usées et arrondies avec le temps. La plus grosse de ces pierres, qui obstruait le chemin de Plouescat ayant été brisée, on trouva dessous plusieurs haches en bronze et beaucoup d'instruments du même métal d'une forme et d'un usage inconnu »,.
Touristiquement, les principaux aspects de la géologie de la région peuvent être abordés au cours de promenades géologiques qui permettent d'observer sur un espace réduit des roches d'âge et de nature différents, témoins de phénomènes géologiques d'ampleur (magmatisme, tectogenèse, métamorphisme, érosion…).

### Hydrographie
Pour un article plus général, voir Réseau hydrographique du Finistère.
La commune est située dans le bassin Loire-Bretagne. Elle est drainée par le Kerallé et divers autres petits cours d'eau,.
Le Kerallé, d'une longueur de 16 km, prend sa source dans la commune de Saint-Vougay et se jette  dans la Manche entre les communes de Plouescat et de Plounévez-Lochrist, après avoir traversé quatre communes. 

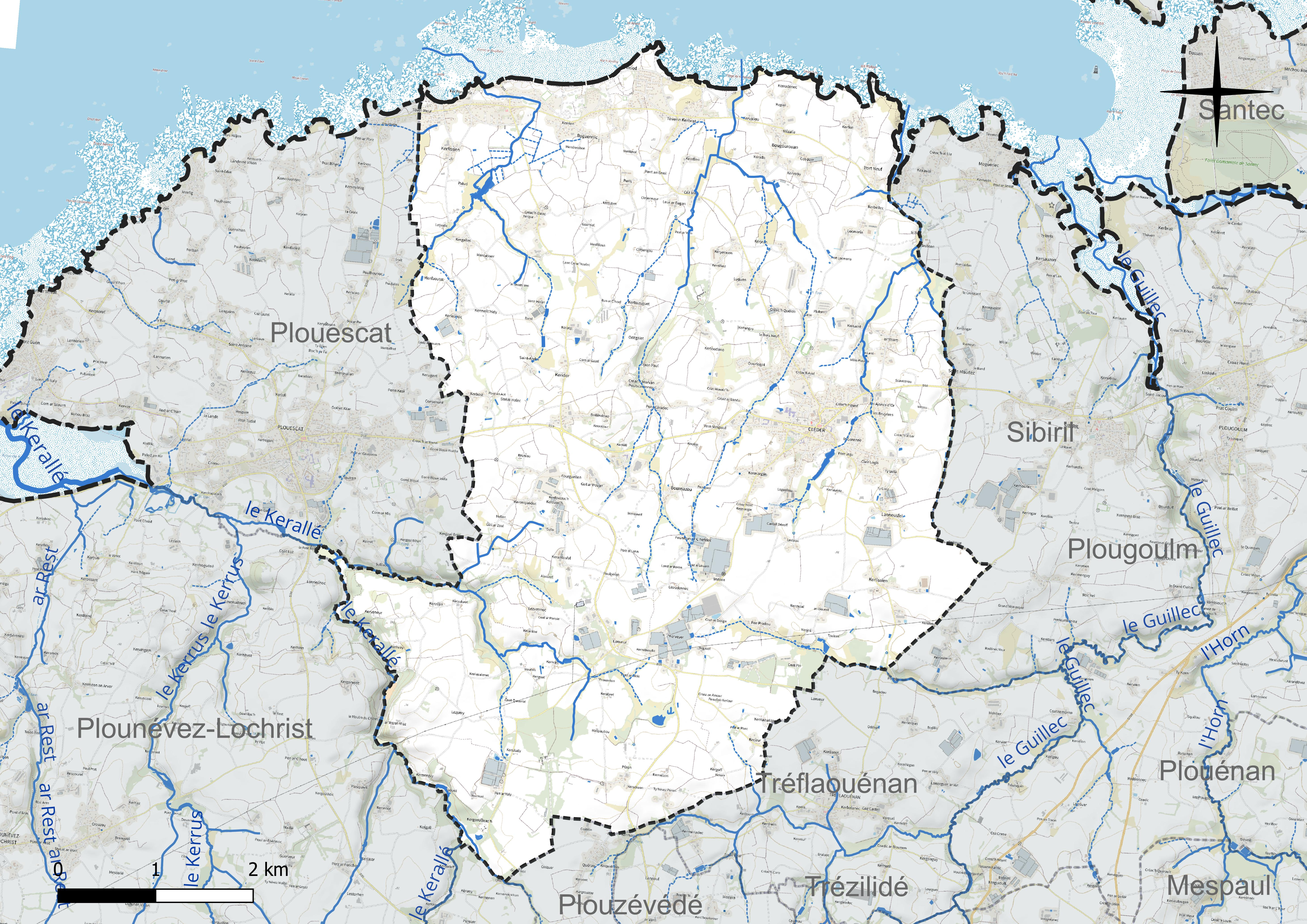
Réseau hydrographique de Cléder.

### Climat
Pour des articles plus généraux, voir Climat de la Bretagne et Climat du Finistère.
En 2010, le climat de la commune est de type climat océanique franc, selon une étude du CNRS s'appuyant sur une série de données couvrant la période 1971-2000. En 2020, Météo-France publie une typologie des climats de la France métropolitaine dans laquelle la commune est exposée à un climat océanique et est dans la région climatique  Finistère nord, caractérisée par une pluviométrie élevée, des températures douces en hiver (6 °C), fraîches en été et des vents forts. Parallèlement l'observatoire de l'environnement en Bretagne publie en 2020 un zonage climatique de la région Bretagne, s'appuyant sur des données de Météo-France de 2009. La commune est, selon ce zonage, dans la zone « Littoral », exposée à un climat venté, avec des étés frais mais doux en hiver et des pluies moyennes.  
Pour la période 1971-2000, la température annuelle moyenne est de 11,5 °C, avec  une amplitude thermique annuelle de 9,4 °C. Le cumul annuel moyen de précipitations est de 912 mm, avec 16,2 jours de précipitations en janvier et 7,6 jours en juillet. Pour la période 1991-2020, la température moyenne annuelle observée sur la station météorologique la plus proche, située sur la commune de Saint-Servais à 17 km à vol d'oiseau, est de 11,6 °C et le cumul annuel moyen de précipitations est de 1 160,4 mm,. Pour l'avenir, les paramètres climatiques de la commune estimés pour 2050 selon différents scénarios d'émission de gaz à effet de serre sont consultables sur un site dédié publié par Météo-France en novembre 2022.

## Urbanisme

### Typologie
Au 1er janvier 2024, Cléder est catégorisée bourg rural, selon la nouvelle grille communale de densité à 7 niveaux définie par l'Insee en 2022.
Elle appartient à l'unité urbaine de Cléder, une unité urbaine monocommunale constituant une ville isolée,. Par ailleurs la commune fait partie de l'aire d'attraction de Roscoff - Saint-Pol-de-Léon, dont elle est une commune de la couronne,. Cette aire, qui regroupe 9 communes, est catégorisée dans les aires de moins de 50 000 habitants,.
La commune, bordée par la Manche, est également une commune littorale au sens de la loi du 3 janvier 1986, dite loi littoral. Des dispositions spécifiques d'urbanisme s'y appliquent dès lors afin de préserver les espaces naturels, les sites, les paysages et l'équilibre écologique du littoral, tel le principe d'inconstructibilité, en dehors des espaces urbanisés, sur la bande littorale des 100 mètres, ou plus si le plan local d'urbanisme le prévoit.

### Occupation des sols
L'occupation des sols de la commune, telle qu'elle ressort de la base de données européenne d'occupation biophysique des sols Corine Land Cover (CLC), est marquée par l'importance des territoires agricoles (89,2 % en 2018), en diminution par rapport à 1990 (90,2 %). La répartition détaillée en 2018 est la suivante : 
terres arables (66,1 %), zones agricoles hétérogènes (14,3 %), prairies (8,9 %), zones urbanisées (6,8 %), forêts (3,4 %), espaces ouverts, sans ou avec peu de végétation (0,5 %), zones humides côtières (0,1 %). L'évolution de l'occupation des sols de la commune et de ses infrastructures peut être observée sur les différentes représentations cartographiques du territoire : la carte de Cassini (XVIIIe siècle), la carte d'état-major (1820-1866) et les cartes ou photos aériennes de l'IGN pour la période actuelle (1950 à aujourd'hui).

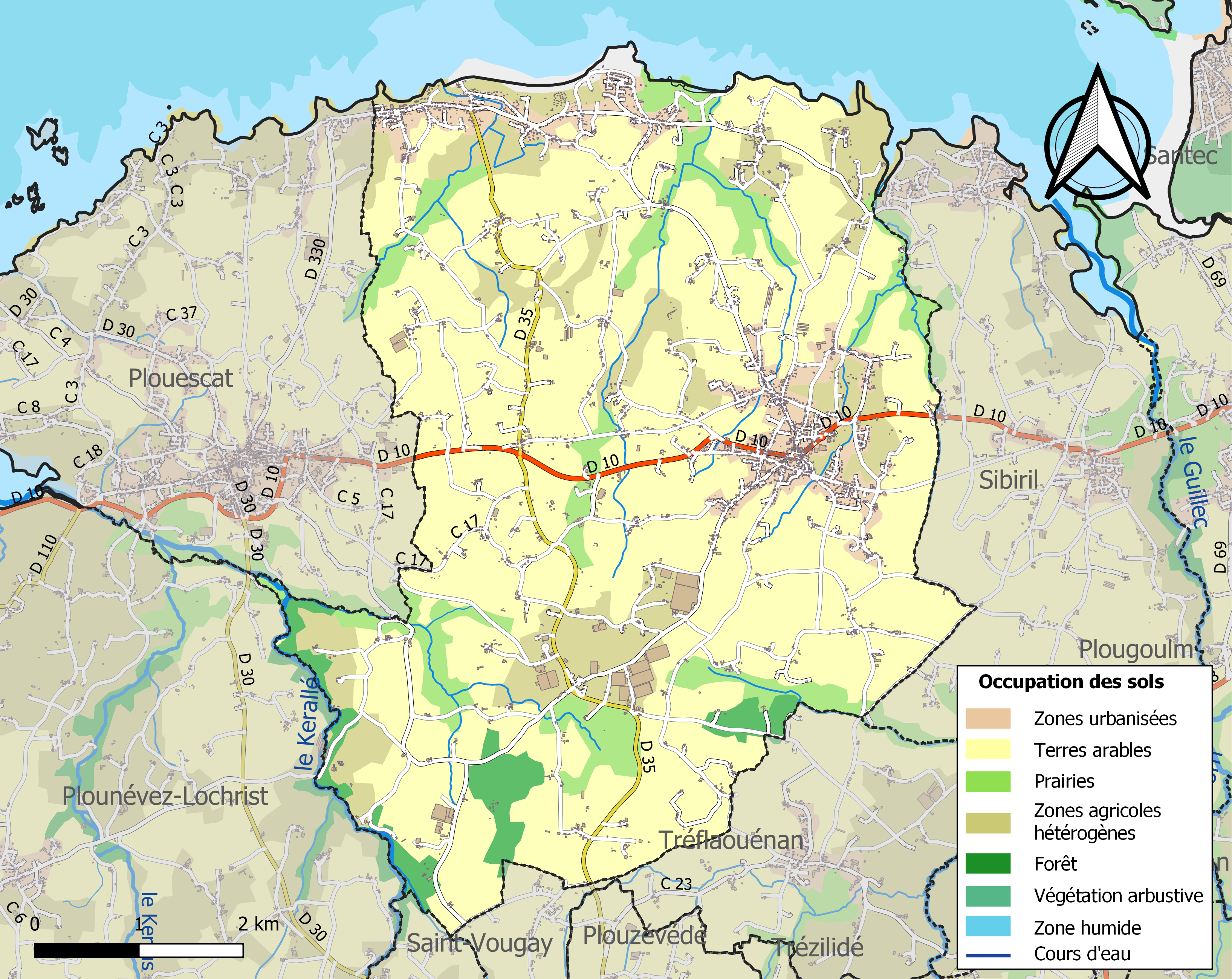
Carte des infrastructures et de l'occupation des sols de la commune en 2018 (CLC).

## Toponymie
Parrochia de Cleder en 1282 ; Cleder en 1516, 1709.
La toponymie retenue couramment est de faire découler Cléder du nom d'un saint gallois ou irlandais, saint Ké-Collédoc (Ke ou Keenan, surnommé Colodoc), né en Hybernie vers le milieu du Ve siècle, puis ermite en Grande-Bretagne.
Cependant, la présence d'un toponyme St Clether en Cornouailles britanniques (Sanctus Clederus, Seyncleder en 1249, ecclesia Sancti Clederi en 1261) remet en cause cette hypothèse ; le nom de la commune tirerait plutôt son origine de ce saint Cleder,,. C'est à ce saint gallois que fait sans doute référence Ernest Nègre.
Le nom breton de la commune est Kleder.

## Histoire

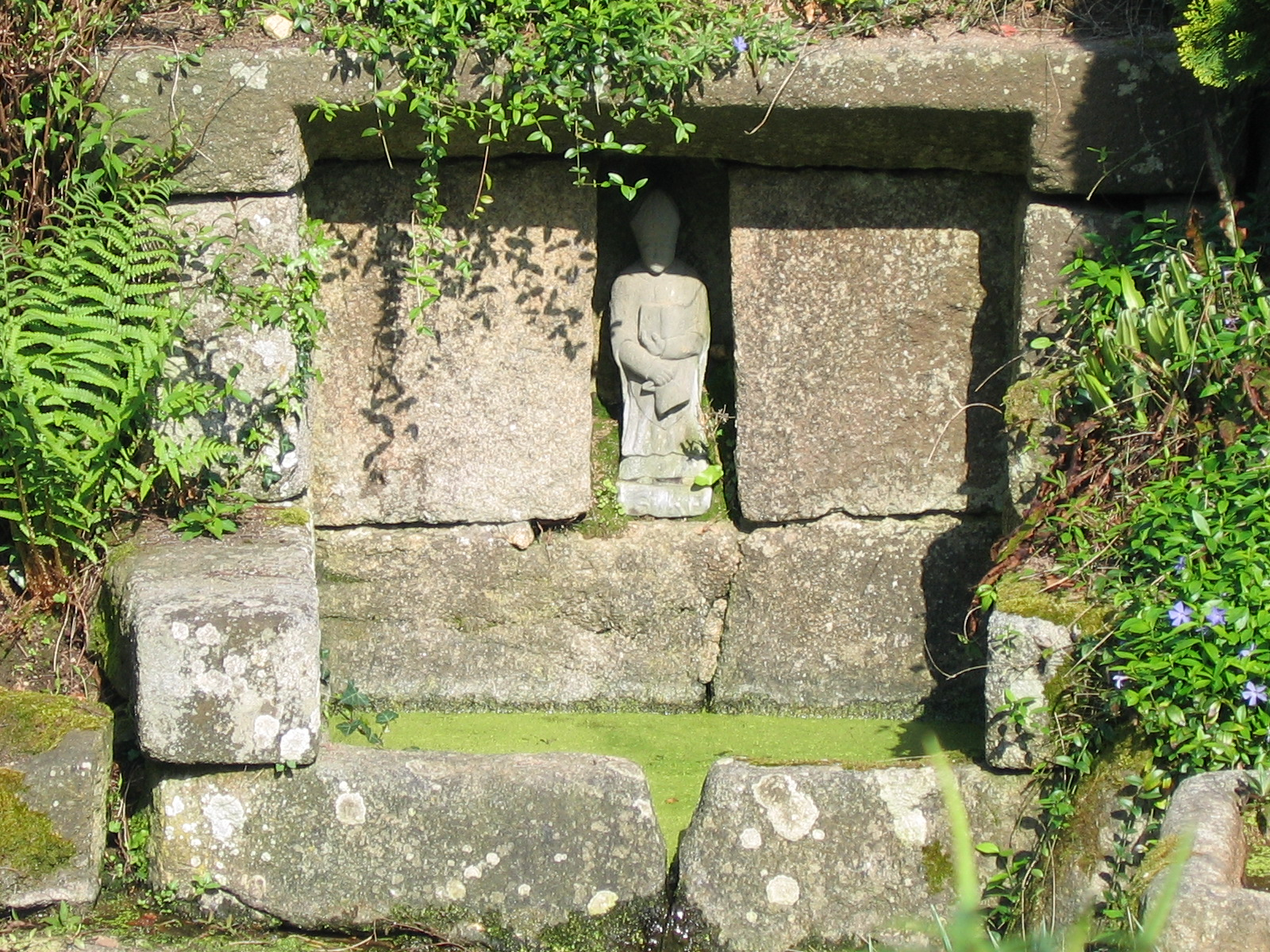
La fontaine Saint-Ké.

### Origines
La paroisse de Cléder faisait partie de l'archidiaconé de Léon relevant de l'évêché de Léon et était sous les vocables de saint Pierre et saint Ké-Collédoc (saint Quai ou encore Ké, Collodoc), qui mourut à Cléder en 495 suivant Albert le Grand ainsi que son compagnon Saint Kérien quelques années auparavant en 490.
Saint Ké serait venu en Armorique, dans le Léonnais, pour échapper aux Scots qui avaient envahi son pays, avec un vieux serviteur et quelques compagnons. « Ses dernières années furent consacrées à évangéliser les habitants de ces lieux [où] se forma, dans la suite, la paroisse de Cléder. À sa mort, arrivée à la fin du Ve siècle, son corps fut inhumé dans son oratoire, qui fut transformé par la suite en église paroissiale ».

### Préhistoire et Antiquité
Le menhir (en breton « pierre dressée ») de Kergallec, qui se trouve au milieu d'un champ, a une hauteur de 3,60 mètres et une longueur de 1,40 mètre,. Une légende veut que tous les 99 ans, les korrigans, lors d'une nuit de pleine lune, sortent de dessous le menhir et laissent leur trésor à portée de main.
Un « autel druidique » (en fait, un menhir), situé entre Brelevenez et Cléder, a apparemment disparu ; il était ainsi décrit en 1857 : « C'est une grosse pierre, de plus de 8 mètres cubes, placée de main d'homme. Sur le sommet est placé un bassin carré de 0,33 m de longueur sur 0,135 m de profondeur (...). De ce bassin partait un déversoir qui se terminait en s'inclinant sur un des côtés du bloc. Vers l'extrémité de ce bassin sont gravés deux caractères de forme inconnue. À côté de cette pierre s'élève une de ces croix grossières érigée par les premiers chrétiens pour sanctifier les monuments de l'idolâtrie, et faire oublier le culte sanglant de leurs aïeux ». Mais selon Émile Cartailhac, le creux sommital n'était probablement que le soubassement d'une croix qui aurait disparu, il s'agirait donc d'un menhir christianisé.

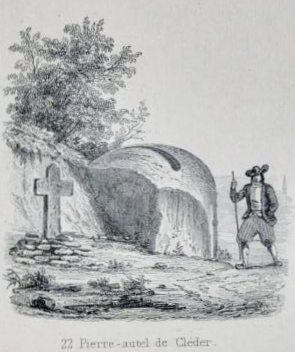
L'« autel druidique » de Cléder (dessin de Jules Gailhabaud, 1857).
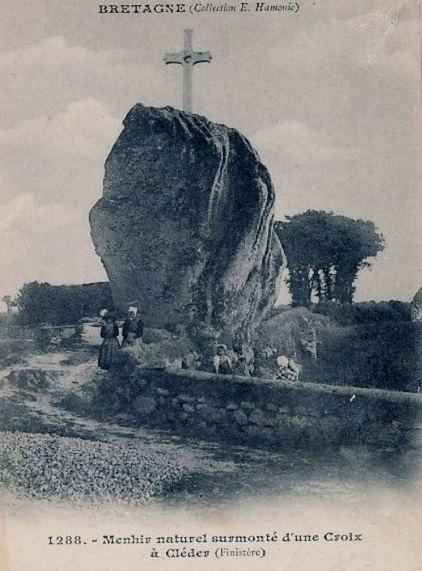
Menhir surmonté d'une croix à Cléder (carte postale Émile Hamonic, vers 1900.

Le Chevalier de Fréminville signale en 1832 une « vaste étendue de terrain très considérable et dans la direction du nord au sud une grande quantité d'énormes blocs de pierres brutes, usées et comme arrondies par le temps. Ces blocs ne sont point adhérents au sol, ce ne sont pas des sommités de rocs qui le percent çà et là ; ils sont simplement posés sur la surface du terrain et y ont été mis exprès et de main d'homme. En les voyant je me doutai que ces pierres étaient des monuments celtiques, mais lorsque mon compagnon de route m'eut appris que tout le canton que couvraient ces masses brutes portait le nom de Carneilloui, il ne me resta plus le moindre doute à cet égard ». R.-F. Le Men reprend cette information en précisant que "la plus grosse de ces pierres qui obstruait le chemin de Plouescat ayant été brisée, on a trouvé dessous plusieurs haches de bronze et beaucoup d'instruments du même métal, d'une forme et d'un usage inconnu". Jules Gailhabaud, Rusunan, Émile Cartailhac, Isidore Taylor, Paul du Châtellier ne font que reprendre cette description, sans y apporter de nouveaux éléments. Louis Le Guennec, parlant de Plouescat mais sans doute de cette zone entre les deux communes, juge sévèrement le Chevalier de Fréminville : « Dans les blocs erratiques dont est jonché le sol de Plouescat, le Chevalier de Fréminville croyait reconnaître un immense carneillou, ou cimetière celtique, et il cite comme preuve la trouvaille de coins en bronze et d'autres objets faite sous l'un de ces rochers près du bourg. Mais le vénérable antiquaire qui voyait des mégalithes partout, a dû se tromper ici comme à Plabennec. » Il ajoute néanmoins : « La commune (de Plouescat) est d'ailleurs riche en restes préhistoriques ».
De tous ces monuments, il n'est resté à l'époque moderne que cinq tumulus et peu ont été fouillés scientifiquement. « La zone légumière a été destructrice pour les mégalithes ». Ces divers tumulus et autres sont, comme le disait le Chevalier de Fréminville orientés sur un axe nord-sud (de Kergournadeach au Vern et pouvant se prolonger au sud sur Saint-Vougay et autres communes) et dans la zone limitrophe de Cléder et Plouescat. Aucun monument n'a été signalé dans l'Est de la commune, sinon un dolmen et un menhir "entre les bourgs de Cléder et Sibiril sans autre précision et détails.
Un tumulus, contenant une chambre dolménique en pierre sèche (2,66 × 1,15 × 1,66 m), a été « fouillé » à Kergournadec'h en 1638 par le propriétaire des lieux, souhaitant aplanir le terrain afin d'y faire une « rabine » ; il contenait deux lames (poignards) en bronze et deux pointes de flèche en silex ainsi que des graines carbonisées de froment, seigle orge et avoine,.
À Lezommy-Huella, a été découvert et fouillé en 1962 un ensemble de 6 caveaux sous grosses tables de couvertures, sans tumulus a priori. Elles comportaient une couche de sable dans le fond ayant permis la conservation de squelettes et fragments osseux. L'un de ces squelettes était ventre contre terre. L'une de ces tombes a livré un petit poignard en bronze et un vase biconique avec anse en ruban. L'ensemble appartient à la civilisation des tumulus des débuts de l'âge du bronze moyen (1500-1100 environ av. J.-C.).
Au Hellen, lors de travaux agricoles en 1965, a été mis au jour un tumulus recouvrant un cairn en pierres et une tombe. Le seul mobilier découvert est un vase à une anse en « ruban », fréquent dans les monuments de ce type de l'âge du bronze moyen (1500-1100 environ av. J.-C.). Le tumulus d'origine devait mesurer une trentaine de mètres de diamètre et une hauteur de deux mètres; la sépulture elle-même étant constituée de deux dalles verticales de 1,2 à 1,4 mètre de large pour 1,8 à 2 mètres de hauteur, soutenant une dalle de couverture de 3,5 mètres sur 2,5, épaisse de 0,5,.
Proche du Hellen, au Reuniou, il y aurait eu un autre tumulus du même type, de dimensions plus modestes, détruit au début du XXe siècle.
Autre tumulus au Vern, de 30 mètres de diamètre environ et de 5 à 6 mètres de hauteur, dans lequel aucun mobilier et aucune sépulture n'ont été trouvés. Il s'agissait sans doute aussi d'un tumulus de l'âge du bronze. Il a été détruit en 1947 afin de prélever la terre pour la construction du vélodrome.
Les deux tumulus signalés par Sparfel et Pailler à Kerguédal et Kerséalou ne sont pas sur la commune (celui de Kerguédal étant en Plouvorn).
Un éperon barré, occupé dès l'âge du bronze, existait sur la presqu'île de Kerfiat, exploitée aussi les siècles passés comme carrière de granite ; la « copie » d'un cairn y a été reconstituée en 2014. Un autre éperon pourrait avoir barré le promontoire du Vrenn au-dessus de la rivière Kerallé (découvertes de clayonnages).
Près de l'éperon de Kerfiat, un dépôt d'une trentaine de haches en bronze a été découvert vers 1915. Un autre dépôt de l'âge du bronze, contenant des haches et divers objets, aurait été mis au jour avant 1832, entre Cléder et Plouescat, dans un lieu dénommé Ar-Carneillou. Toujours de la même époque, ont été recueillis des tessons d'urnes à cordon, à Coat-ar-Craign.
Une stèle gauloise (et non une borne milliaire romaine), datant de l'Âge du fer, située à Kérider, est classée monument historique par arrêté du 3 octobre 1957. Elle est octogonale, de 2,75 m de haut, .

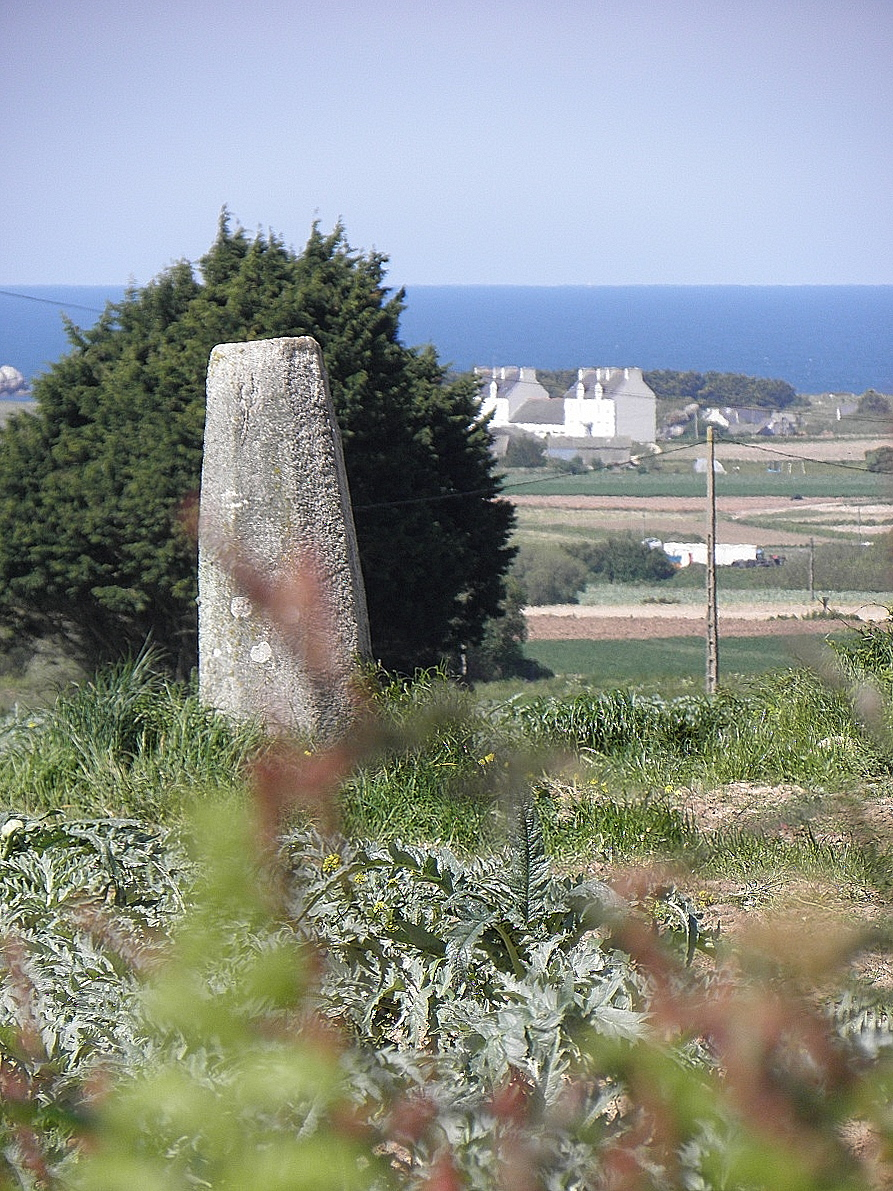
Stèle gauloise de Cléder.

On en trouve une autre au bourg (9, rue Baly Plufern), de section octogonale et de 1,50 m. Non loin de l'éperon barré de Kerfiat, une troisième, octogonale à sommet plat, de 1,2 m de haut. Et, enfin, une quatrième à Lanneusfeld et une cinquième à La Tourelle (à seize pans, 1,70 m de haut; aujourd'hui dans un jardin privé à Keryaouen).
Un cimetière gaulois aurait été signalé à Crea'h Morvan.
Quatre souterrains de l'âge du fer ont été découverts sur la commune: à Roguennic (quatre chambres, clayonnage et céramiques), à Kersaudy. À La Tourelle, un souterrain à deux chambres était associé à une stèle. On retrouve la même association souterrain-stèle à Kerlissien ; le souterrain comportait trois salles, les stèles étaient au nombre de deux, petites et hémisphériques. Ce site a aussi livré des tessons de la Tène, des fragments d'amphores Dressel 1A des années 100-50 av. J.-C,. Un fossé pourrait avoir constitué la limite d'un cimetière. Et des trous de poteaux marquent l'emplacement d'un bâtiment à foyer central, qui pourrait appartenir à un habitat isolé ouvert.
Plusieurs découvertes témoignent de l'occupation de Cléder à l'époque gallo-romaine : fragments de tegulae à Cleyermeur, dans un endroit inconnu (« à 6 km du bourg »); une amphore dans un lieu aussi inconnu; des fragments d'amphores Dressel 1b et d'autres tessons de céramique à Poulennou. Abgrall et Peyron signalent également une suite de 4 caveaux découverte à Roguennic en 1872 contenant uniquement des tuiles à rebord.
À Pempradou, les vestiges découverts vont du Néolithique au Moyen Âge.
Pour terminer, un enclos ovalaire a été repéré par photographie aérienne à Leslaou.

### Le Moyen Âge

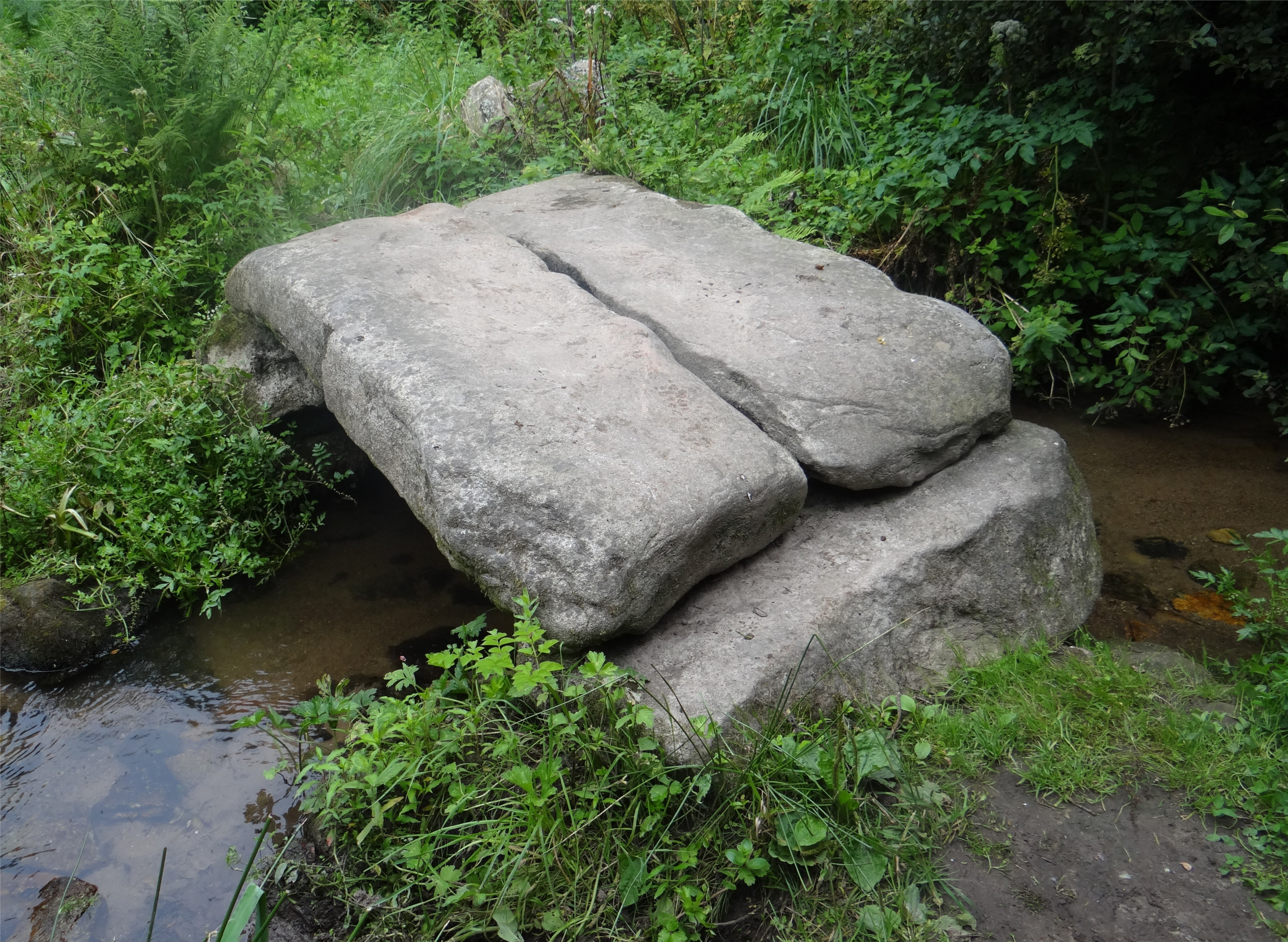
Petit pont médiéval en pierre près de Kerzéan.

### Époque moderne
En 1594, pendant les guerres de la Ligue, François de Coëtnempren, seigneur de Kerdélégan, était capitaine des arquebusiers des paroisses de Cléder, Plouescat, Treffaouënan [Tréflaouénan], Guitevedé [Plouzévédé] et Plounéour [Plounévez-Lochrist].
Famines et épidémies accroissent le nombre de morts à enterrer dans l'église, comme c'était alors la coutume : 221 morts à Cléder en septembre-octobre 1627. Les multiples interdictions concernant les inhumations dans les églises, décidées par les Évêques dès la fin du XVIe siècle et par le Parlement de Bretagne en 1719 et 1721 suscitèrent parfois des réactions très violentes à l'encontre du clergé de la part des paroissiens : par exemple en 1759, Marie Guérer fut enterrée de force par sa famille dans l'église alors qu'une fosse avait été préparée dans le cimetière.
Le prédicateur Julien Maunoir prêcha une mission à Cléder en 1653. Charles Le Bris (1660-1737), qui fut recteur de Cléder, a écrit notamment Heuriou Brezounec ha Latin, livre publié en 1712, traduit en français sous le titre Heures bretonnes et latines et fut le principal auteur des ouvrages religieux qui circulèrent en Bretagne à la fin de l'Ancien Régime et au XIXe siècle.
Une descente des Anglais sur la grève de Penmarch [Penn Marc'h, c'est-à-dire à Kerfissien] en Cléder se produisit le 7 décembre 1744 : « l'ennemi, vertement reçu par les gentilshommes et les milices du pays, fut contraint de rembarquer immédiatement, après avoir perdu un petit nombre des siens ». Le corps de garde des Amiets fut construit cette année-là.
En 1759, une ordonnance de Louis XV ordonne à la paroisse de Cléder de fournir 60 hommes et de payer 393 livres pour « la dépense annuelle de la garde-côte de Bretagne ».

#### La pauvreté en 1774
Sébastien Kermarrec, recteur de la paroisse de Cléder, dans une lettre écrite en 1774 adressée à l'évêque de Léon Jean-François de La Marche en réponse à son enquête sur la mendicité écrit que le nombre des mendiants était de 500, « plus 200 ménages ayant assez de peine à vivre » et « pour ce qui est de l'article du gouesmon [l'orthographe de l'époque a été respectée], la défense de les vendre hors de la paroisse est plus ruineuse et plus préjudiciable qu'utile ».

#### Cléder en 1778
Au XVIIIe siècle, l'épiscopat fit détruire le prétendu tombeau de saint Ké à Cléder car il était un lieu où survivaient des pratiques religieuses pré-chrétiennes.

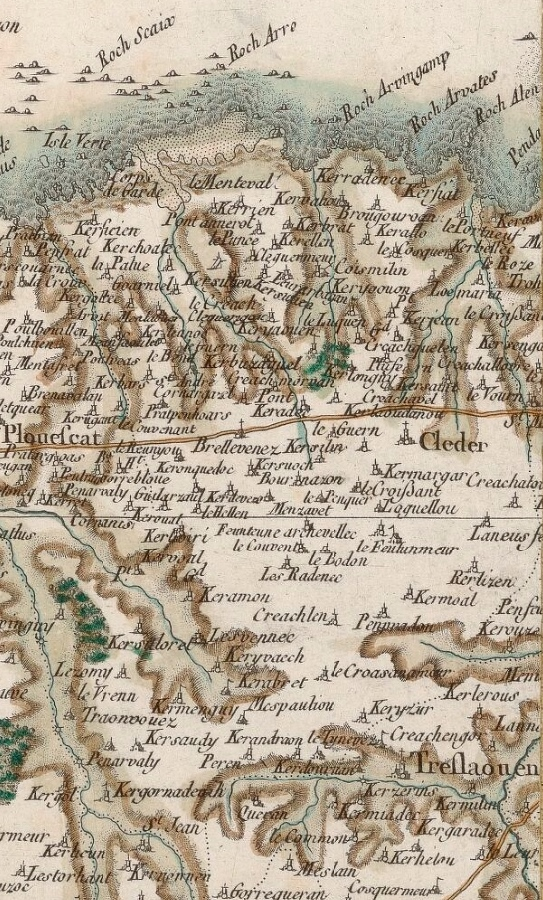
Carte de Cassini de la paroisse de Cléder (1783).

Jean-Baptiste Ogée décrit ainsi Cléder en 1778 :

« Cléder, à deux lieues à l'ouest de Saint-Pol-de-Léon, son évêché et sa subdélégation ; et à 41 lieues de Rennes. Cette paroisse relève du Roi, et ressortit à Lesneven. On y compte 4 000 communiants ; la cure est présentée par l'Évêque. Ce territoire, borné au nord par la mer, et coupé de ruisseaux qui coulent dans les vallons, que la mer remplit à toutes les marées, est fertile en grains de toutes espèces, et bien cultivé. On y voit néanmoins beaucoup de landes, et les maisons nobles suivantes : le château de Ker-gournadech [Kergournadec'h], haute justice, maison seigneuriale de la paroisse (...) ; Tronc-Joly [Tronjoly](...) ; le Châtel, haute justice, à M. le Duc de Choiseul et M. le Comte de Gontault-Biron ; le château de Ker-ouferé [ Kérouzéré, en fait en Sibiril ], autrefois place très forte (...) ; le château de Leslaou, à M. de Ker-sauzon-Coët-Bizien ; les maisons de Cornangazel, Ker-abret, Ker-goet, Troniolis, Ker-liviry, Ker-mengui [Kermenguy], Plivern, Ker-maluégan, Ker-oval, la Morlaye, le Ros et la chapelle de Breteune, qui est très unique, située, avec le moulin à vent de Ker-larméal, sur la côte, d'où l'on découvre fort au loin sur mer et sur terre. »

Cléder est en 1786 l'une des cinq cures léonardes ayant un revenu supérieur à 1 700 livres.
À la fin du XVIIIe siècle, l'église paroissiale, détériorée faute d'entretien, est si délabrée que la messe se dit en 1791 dans une grange, puis à partir de 1817, dans la chapelle du cimetière.
Jacques Cambry écrit que « Cléder et Plouescat fournissent des oignons, et partout on cultive quelques pois, quelques fèves ».

### Révolution française
La loi du 12 septembre 1791 maintient la paroisse de Cléder, mais fait de Plouescat et Sibiril des succursales de celle-ci.
Ambroise de Parcevaux (1747-1826), seigneur de Tronjoly, émigra pendant la Révolution française.
En 1793, les paysans révoltés du Léon, dont ceux de Cléder, après leur défaite lors de la bataille de Kerguidu, se soumirent à Canclaux, remirent leurs armes, des otages, et payèrent les frais de l'expédition.
Les communes de Plougoulm, Sibiril et Cléder acceptent les conditions suivantes : « tous les particuliers (...) seront désarmés dans tiers [trois] jours à la diligence de leurs conseils généraux (...) et tous les fusils seront remis et toutes autres armes offensives, aux administrateurs de leurs districts respectifs (...) ; le contingent des dites communes sera fourni dans tout délai de demain (...) ; les frais de l'emploi de la force armée et autres dépenses nécessitées par la révolte des paroisses seront réglées par une contribution dont la masse sera répartie entre les dites paroisses de Plougoulm, Sibiril et Cléder, et payée dans tiers jours après qu'elle sera connue ; (...) les principaux coupables et les chefs de l'insurrection dans chacune des trois communes seront désignés par elles aux commissaires ; (...) les cloches des dites paroisses seront descendues (...) ; les ponts abattus par les rebelles seront rétablis aux fais des paroisses insurgées (...) ; les communes de Plougoulm, Sibiril et Cléder fourniront chacune quatre otages de choix et parmi leurs notables habitants pour sûreté de l'accomplissement des conditions ci-dessus (...) ». Le 27 mars 1793, le conseil municipal de Cléder accepta ces conditions et désigna comme otages François Guillou (de Pereu), Jérôme Guillou (de Kersaint), Paul Penors (de Runion) et René Bastard (de Pereu). Cléder dût payer 13 450 livres.
La commune de Cléder refusa d'envoyer un député pour porter à Paris le procès-verbal d'acceptation de la Constitution de 1793 et représenter la commune lors de la Fête de la Constitution du 10 août 1793, aucun citoyen n'acceptant cette charge « parce que c'était le temps de la moisson ».
« Il existe dans le ci-devant district de Lesneven 70 prêtres réfractaires dont 6 à Plouzévédé, autant à Cléder, Plounévez-Lochrist et Plouguerneau » écrit le 20 décembre 1797 le commandant de la colonne mobile de Lesneven.

### LeXIXesiècle

#### Larécolte du goémon
La collecte du goémon a suscité pendant des siècles de nombreuses querelles entre les habitants des paroisses littorales, comme l'écrit Antoine Favé :

« Du Corréjou à l'anse de Kernic, nous sommes sur les lignes d'un littoral aussi fertile en discussions héroïques, en batteries classiques, en procès interminables, qu'en gros temps et mauvais temps. Les administrateurs, les juges, les agents vigilants de la douane et de la maréchaussée, furent bien souvent mis sur les dents par les disputes, maintes fois meurtrières, de Plounéour-Trez, Goulven, Tréflez, Plounévez-Lochrist, Cléder, au sujet des délimitations de territoires et de questions de propriété touchant cette question vitale de la récolte du goémon. »

En 1819, le maire de Cléder, Charles de Parcevaux, et son conseil municipal évoquent la difficulté pour la population de se procurer du bois à brûler et font observer que ce manque de ressources est subi particulièrement par les pauvres et les gens malheureux, dénués de charrettes et de chevaux (l'orthographe de l'époque a été respectée) : « ils n'ont que la dessication du goëmon pour suppléer au bois ». Leur interdire de vendre du goémon hors de leur commune « ce serait une deffence des plus nuisibles, non seulement pour les pauvres auxquels cela procure toujours par l'argent qu'ils en retirent pour acheter leurs bois pour chauffage, et cuisson de leurs aliments journalliers, et souvent pour les aider au payement, soit en tout ou en partie du prix de location de leur modique et humble chaumière (…), mais en plus elle nuirait à l'amélioration des terres des autres communes de l'intérieur» et « la misère s'accroîtrait ». Ils ajoutent ensuite : « Mais ces pauvres gens sont si étroitement logés que la localité de leur chaumière ne leur laisse point d'emplacement suffisant pour en pouvoir loger à l'abri des pluies une assez grande quantité pour les besoins de plusieurs mois, et si vous les priviez de la faculté de pouvoir en couper à différentes époques de l'année, ils ne pourraient subsister ».
En réponse à une question sur l'utilisation éventuelle de radeaux de goémon, dénommés dromes, le maire répond : « Il ne s'en effectue pas de ce genre dans notre commune ; mais s'il s'en faisait, (…) jamais nous n'eussions permis aux individus de faire naviguer sans secours de bateaux leurs radeaux. Les jours des individus assez téméraires pour tenter de pareil gain sont des plus exposés ».
À la suite d'une enquête organisée par une circulaire du 8 juin 1819 du préfet du Finistère, le conseil municipal de Cléder répond (l'orthographe de l'époque a été respectée) :

« De temps immémorial, on a permis aux habitants dépourvus de chevaux et de voitures de commencer la coupe du goëmon deux jours avant ceux qui ont ces moyens à leur disposition. »

#### Cléder vers le milieu duXIXesiècle
Un arrêté préfectoral en date du 30 juin 1830 autorise les communes de Cléder et de Plouescat à poursuivre devant les tribunaux le sieur de Kersaintgilly « pour le faire condamner à délaisser aux dites communes la possession et la propriété du marais de Kerfissien ».
L'église paroissiale Saint-Pierre-Saint-Paul est reconstruite en 1830 ; déjà en 1820 une pétition des habitants de Cléder, « dans l'impuissance de subvenir à la dépense totale qu'exigera la reconstruction de leur église, demandent un secours au gouvernement ». Dans la nuit du 29 décembre 1835, une partie de la toiture de la nouvelle église fut emportée par le vent lors d'une tempête.
A. Marteville et P. Varin, continuateurs d'Ogée, décrivent ainsi Cléder en 1843 :

« Cléder, commune formée par l'ancienne paroisse du même nom, aujourd'hui succursale. (...) Principaux villages : Kerficiel [Kerfissien], Kerhellen, Kerrien, Mezalen, Kerfit, Locmaria, Kersaint, Kertanguy. Maisons remarquables : manoirs de Kerliviry, de Kergornadec'h, de Kerouzeré. Superficie totale : 3 726 hectares, dont (...) terres labourables 2 490 ha, prés et pâtures 195 ha, bois 90 ha, canaux et étangs 2 ha, landes et incultes 709 ha (...). Moulins : 11 (du Roz, de Kersaint, de Kergornadec'h, de Kerliviry, de Kersuloret, à eau). Outre l'église, qui a un pardon d'un jour, il y a plusieurs chapelles, entre autres celles de Saint-Maudez, Saint-André, Brélevenez et Locmaria. Cette commune compte près de 300 familles qui sont dans la misère. Cependant on y fait des élèves de chevaux qui sont renommés, et la culture du lin, ainsi que celle du chanvre, réussit bien. La pomme de terre est aussi très cultivée et l'on en exporte de grandes quantités. Il en est de même de l'oignon. Mais les paysans font un abus effrayant de liqueurs fortes. (...) Il y a foires le 28 janvier et le 18 novembre. Géologie : constitution granitique. On parle le breton. »

#### Cléder dans la seconde moitié duXIXesiècle
La noyade de deux Clédérois et le sauvetage difficile de deux autres, après que leur canot se soit retourné, le 19 août 1866 est raconté dans le journal Le Constitutionnel.
Certains Clédérois étaient marins : par exemple Jean Marie Cadiou, né le 16 juin 1835 à Cléder, mourut le 4 novembre 1868 lors du naufrage de la corvette Le Monge provoqué par un cyclone tropical dans les mers de Chine.
Le pourcentage de conscrits illettrés à Cléder entre 1858 et 1867 est de 60 %.
Un atelier de salaison de sardines fut construit à Cléder peu avant 1870.
Des Clédérois participèrent à la guerre de Crimée : par exemple Yves Léa fut amputé d'un bras à la suite de ses blessures et Vincent Coz fut blessé à la main en raison d'un coup de feu reçu. 
Paul de Parcevaux, capitaine des zouaves pontificaux, est tué le 14 octobre 1860 lors de la bataille de Castelfidardo après avoir reçu une balle en pleine poitrine. Quatre autres personnes rejoignirent les zouaves pontificaux en 1867 : le comte Louis de Parcevaux, frère du précédent, fut lieutenant des zouaves pontificaux ; Charles de Kerampuil, neveu des précédents, fut aussi zouave pontifical, de même que Gaston de Kermenguy, beau-frère de Louis et Charles de Percevaux, et Louis de Coatgoureden, cousin de Gaston de Kermenguy.
La guerre de 1870 fit au moins une victime originaire de Cléder : Charles de Saisy de Kerampuil, blessé le 25 novembre 1870 à Brou (Eure-et-Loir) et mort le 2 décembre 1870 à Châteaudun des suites de ses blessures ; deux autres Clédérois au moins furent blessés pendant cette même guerre, Didier Cantina et Allain Marchalland. Un autre clédérois, Henry-Joseph Stéphany, participa à la prise du Pé-Tang lors de la bataille de Pékin (1900).
En 1878, les élections municipales de Cléder furent annulées à deux reprises par le préfet du Finistère en raison des irrégularités commises par la municipalité conservatrice, de tendance "Ordre moral", dirigée par Louis de Parcevaux, lequel fut révoqué par le président de la République, le maréchal de Mac Mahon ; malgré cela, lors d'un troisième scrutin organisé le 28 avril 1878, les 23 membres de la liste furent à nouveau élus, obtenant entre 850 et 840 voix sur un total de 856 suffrages exprimés, l'opposition préférant s'abstenir. Mais un arrêt du Conseil d'État en date du 6 décembre 1878 annula les décisions d'invalidation prises par le préfet du Finistère.
En 1886, l'institutrice laïque de Cléder, qui avait accompagné à l'église paroissiale ses élèves voulant faire leur première communion, fut insultée et chassée de l'église par le curé.
Le niveau de vie des Clédérois semble avoir nettement progressé à cette époque : un rapport du Conseil général du Finistère en date d'octobre 1874 écrit : « la fortune publique s'est beaucoup accrue (...) ; la commune de Cléder a largement participé à ce progrès, puisque le nombre des indigents, qui était environ de 1 000, est progressivement descendu à 200 ». Toutefois, un rapport publié en 1894 indique, parlant des terres sablonneuses proches du littoral, que leur fertilité est très médiocre et que « même avec une abondante fumure de goëmon, on ne peut en obtenir que d'assez maigres récoltes de seigle et de pommes de terre ». Beaucoup de Clédérois étaient alors à la fois paysans et pêcheurs.

### LeXXesiècle

#### La Belle Époque
Le 8 mars 1901, le trois-mâts goélette Sainte-Marthe, de Bordeaux, victime d'un ouragan, fit naufrage dans les récifs du Roc'h Haro, face à Cléder (cinq marins, dont le capitaine, furent sauvés, mais le naufrage fit sept noyés ; le canot de sauvetage de Roscoff, parti à son secours, faillit disparaître lui aussi, mais parvint avec difficulté à gagner l'île de Sieck.

L'école tenue à Cléder par la congrégation des Filles du Saint-Esprit aurait dû, en vertu de la loi sur les congrégations, fermer en 1902 (un meeting de protestation rassembla une foule très nombreuse criant : « Vive les Sœurs ! Vive la liberté ! » sur la place du bourg, et l'école obtint un sursis), et à nouveau en 1904, mais resta ouverte en fait (les Sœurs du Saint-Esprit furent pour cette raison condamnées chacune à une peine d'amende par le tribunal correctionnel de Morlaix en août 1908). En 1911 encore, les religieuses de Cléder sont poursuivies devant le même tribunal pour infraction à la loi de 1901.
Des vendeurs d'oignons, que l'abbé Creignou nommera à partir de 1927 Johnnies[réf. souhaitée], originaires de Cléder trouvèrent la mort lors du naufrage du Hilda dans la nuit du 18 au 19 au 18 novembre 1905 ; au moins 30 marchands d'oignons et non 24 marchands d'oignons comme le disent dans un premier temps les journaux, originaires de la commune, ont péri dans la catastrophe, écrit alors le journal L'Ouest-Éclair du 24 novembre 1905. En fait ce sont au moins 90 et non 70 vendeurs d'oignons comme dit dans les journaux de l'époque, membres des cinq compagnies Pichon, Quiviger, Jaouen, Calarnou et Tanguy (la liste imprécise des victimes est indiquée dans le journal L'Univers du 26 novembre 1905) qui périrent en tout dans cette catastrophe ; parmi les rares survivants, deux étaient originaires de Cleder, Tanguy L'aot et Paul-Marie Pen ; ce dernier reçut une médaille d'or pour sa conduite héroïque lors du naufrage. De nombreuses erreurs ayant été faites dans les journaux de 1905[réf. nécessaire].
Le 22 novembre 1906, avec un grand déploiement de forces, l'inventaire des biens d'église de Cleder pût être fait sans incidents graves, le clergé ayant prêché énergiquement le calme ; une grille du cimetière dût être abattue par les forces de l'ordre ; les portes de l'église paroissiale étant fermées, elles furent forcées par des crocheteurs aidés de quelques sapeurs du génie ; l'abbé Léon, recteur de Cléder s'écria : « Plutôt mourir que de faire ouvrir ».
Un canonnier originaire de Cléder fut victime de l'explosion survenue à bord du cuirassé Iéna dans le port de Toulon le 12 mars 1907.

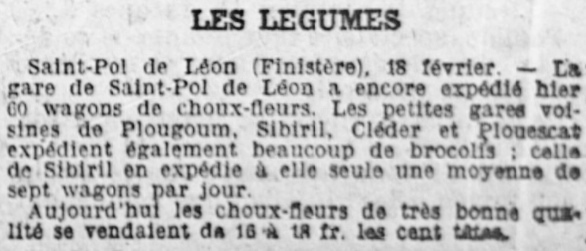
Article de journal évoquant l'expédition de brocolis depuis la gare de Cléder vers celle de Saint-Pol-de-Léon en 1910.

L'inauguration de la ligne de chemin de fer des Chemins de fer départementaux du Finistère allant de Plouescat à Saint-Pol-de-Léon, via Cléder, eût lieu le 30 juin 1907 (les travaux avaient été entrepris en 1905). Le 30 juillet 1907, un train allant de Plouescat à Saint-Pol-de-Léon dérailla près de la halte de Kerider ; l'accident fit quelques blessés légers. Cette ligne, surnommée "train-patate", servit à transporter légumes et passagers jusqu'à Saint-Pol-de-Léon ; mais la nécessité d'un transbordement coûteux en gare de Saint-Pol-de-Léon ou de Roscoff (la ligne de Plouescat à Saint-Pol-de-Léon étant à voie métrique à la différence de celle de l'Ouest-État au départ de Saint-Pol-de-Léon ou de Roscoff) fit que beaucoup de paysans préférèrent continuer à transporter leurs productions maraîchères en charrette jusqu'à l'une ou l'autre de ces deux gares ; elle ferma en 1946.
En 1910, les rochers de Savillau sur la grève de Kerfichen [Kerfissien] sont classés au titre des sites et monuments naturels de caractère artistique".
Le journal L'Ouest-Éclair du 20 décembre 1910 rapporte que quatre pilleurs d'épaves de Cléder, qui s'étaient approprié des madriers et diverses pièces de bois échoués sur une grève de la commune, mais qui furent surpris par un douanier, furent condamnés à 15 jours de prison par le tribunal correctionnel de Morlaix.
Le conseil municipal de Cléder, en mars 1912, accepta la dévolution des biens de l'ancienne fabrique de l'église paroissiale et donna « un avis défavorable à l'interdiction d'extraction de matériaux dans les grèves de Plouescat ».

#### La Première Guerre mondiale

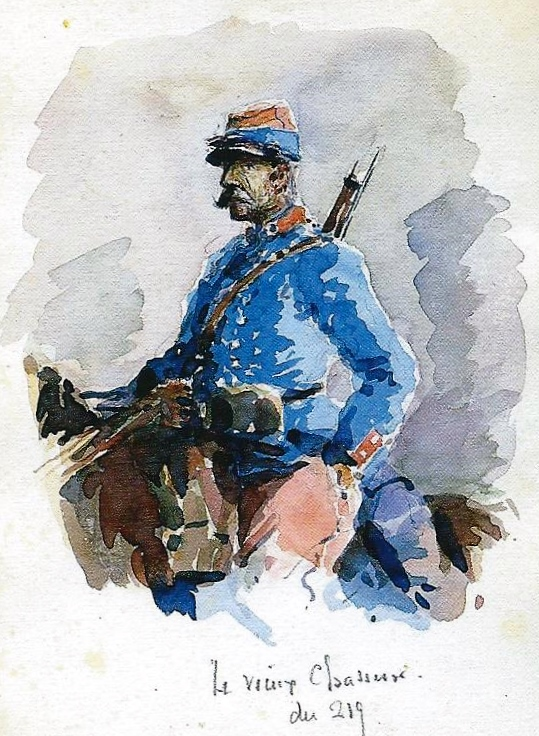
« Le vieux chasseur du 219 » (219e régiment d'infanterie) avec sa tunique bleue ; aquarelle de l'abbé Jean-Marie Conseil (Archives diocésaines de Quimper et Léon).

Le monument aux morts de Cléder porte les noms de 238 soldats morts pour la France pendant la Première Guerre mondiale ; sept d'entre eux au moins sont des marins disparus en mer ; douze au moins sont décédés en Belgique et un aux Pays-Bas ; trois au moins dans les Balkans (Jean Milin en Serbie, François Roignant en Macédoine, Jean Rosec en Grèce), car ils participaient à l'expédition de Salonique, et un (Jean Guénégan) en Turquie lors de la Bataille de Sedd-Ul-Bahr ; un (Jean Abhamon) est décédé dans l'Union indochinoise ; six (Jean Abgrall, Vincent Bellec, Jean Louis Bozec, Jean Castel, François Le Bihan, François Soyé) sont morts alors qu'ils étaient prisonniers en Allemagne ; la plupart des autres sont morts sur le sol français; parmi eux, par exemple, Jean-Claude Bozec, qui fut missionnaire en Cochinchine à partir de 1900 avant d'être tué devant Verdun le 27 février 1916.
Jean-Marie Conseil, né le 3 juin 1884 à Cléder, ordonné prêtre en 1912, vicaire à Saint-Mathieu de Morlaix, caporal brancardier au 219e régiment d'infanterie, a dessiné des aquarelles et des dessins représentant la vie quotidienne au front. Il mourut, atteint de deux balles, le 4 septembre 1916 à Estrées-Deniécourt (Aisne), alors qu'il secourait un sergent de sa compagnie.

#### L'Entre-deux-guerres
Lors des élections du 3 avril 1921 pour élire un conseiller général du canton de Plouzévédé (le maire de Cléder, Jean Hervé du Penhoat, était candidat face à Yves-Marie Caill, maire de Plouzévédé, candidat républicain de gauche, lequel fut élu), un incident se produisit lors du dépouillement à Cléder : un paquet de 100 voix disparût mystérieusement.
Le 13 décembre 1924, Jean Hervé de Penhoat, maire de Cléder, fut suspendu pour trois mois par le ministre de l'intérieur.
Une colonie de garçons russes, enfants de Russes immigrés en France à la suite de la Révolution bolchévique, séjourna à Cléder en 1924.
En 1931 des squelettes furent trouvés, dégagés par l'érosion marine, dans les dunes bordant une grève de Cléder, rendant probable l'existence à cet endroit d'un ancien cimetière.

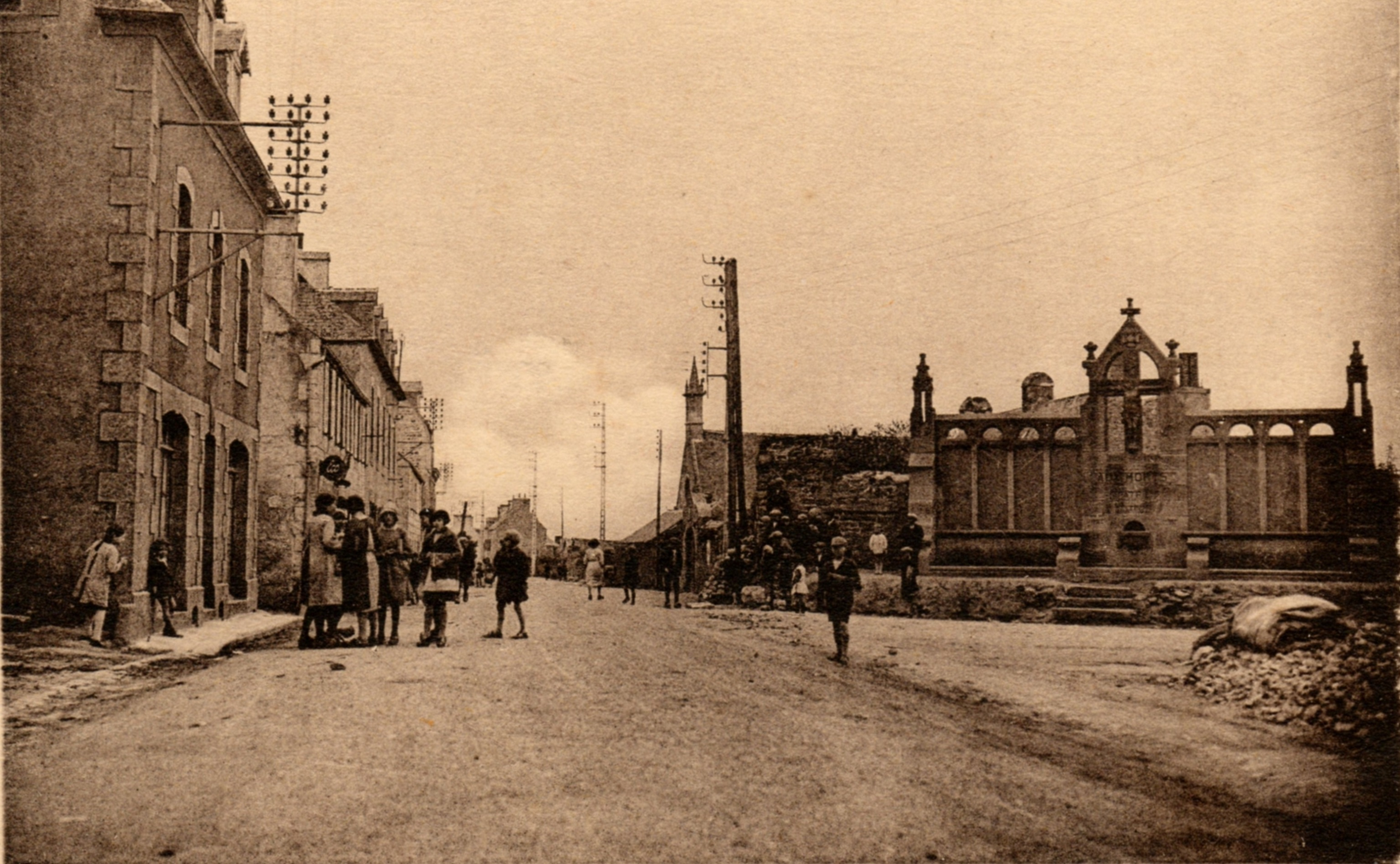
Cléder : la route de Plouescat et le monument aux morts vers 1925 (carte postale).
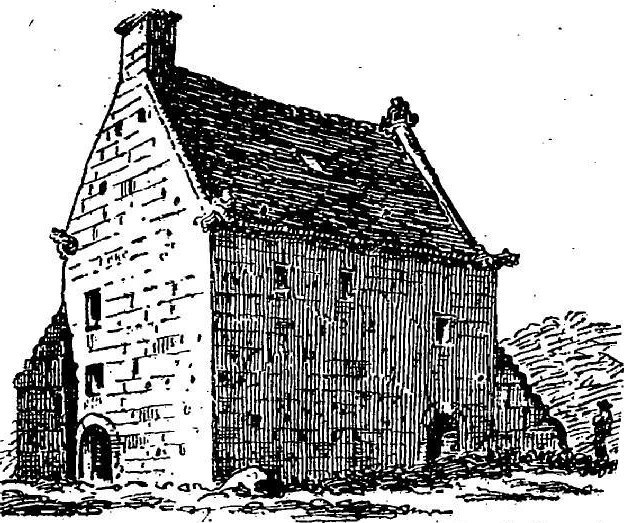
Le moulin de Kerzean en 1929 (dessin de Louis Le Guennec).
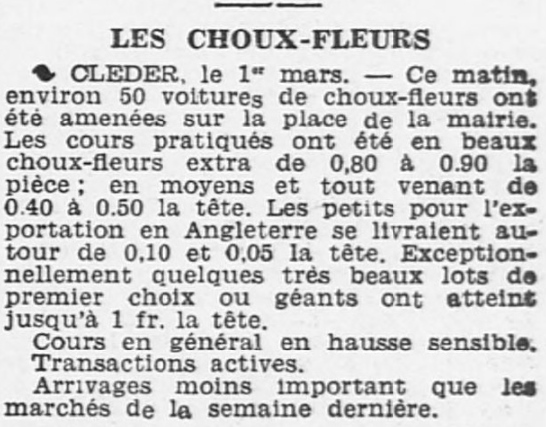
Article de journal évoquant la vente de la récolte des choux-fleurs à Cléder en 1937.
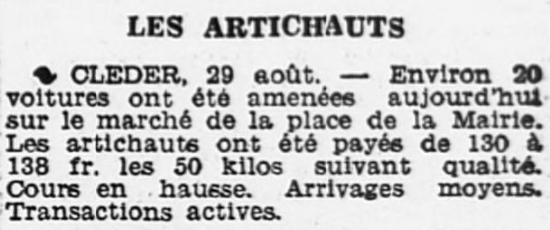
Article de journal évoquant la vente de la récolte des artichauts à Cléder en 1938.
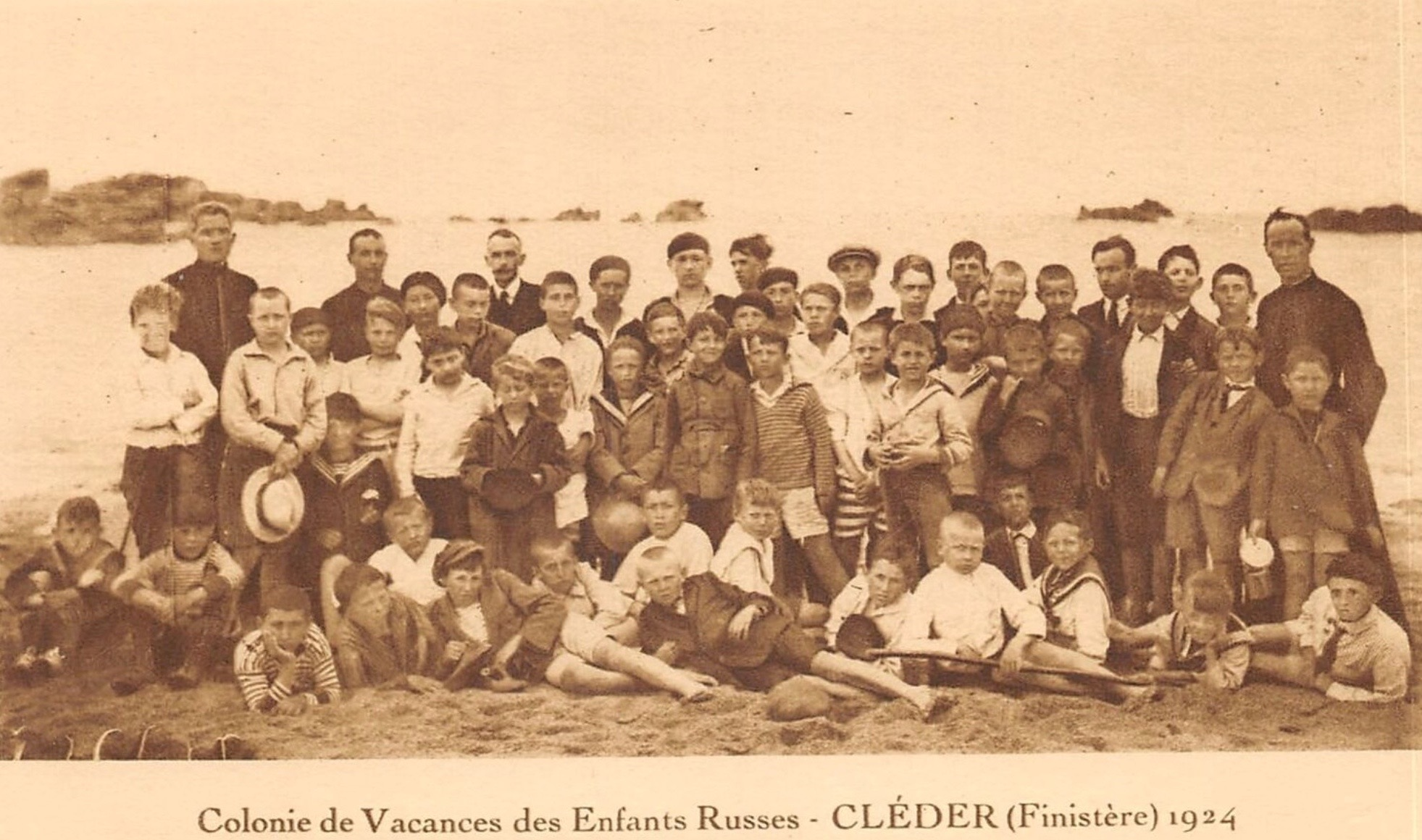
Colonie de vacances d'enfants russes.

Les courses de chevaux étaient organisées sur la plage de Kerfissien ; elles se déroulaient le 3e dimanche de juillet depuis l'église jusqu'à la grève de Teven-Kerbrat, sur une distance d'environ 4 kilomètres ; elles furent organisées jusqu'à la décennie 1980.
L'école de hameau de Créac'h-Oalec
En juillet 1913, le sous-préfet de Morlaix envisage « la création d'une et même de plusieurs écoles de hameaux » à Cléder. Dès le mois d'août, la construction d'une école est proposée à Créac'h-Oalec. Mais la Première Guerre mondiale interrompt le projet.
Celui-ci est relancé en avril 1921. La construction d'un groupe scolaire à Bougourouan est également demandée en mars 1922.
L'école de Créac'h-Oalec ouvre en décembre 1937 et ferme en 1986, alors que le projet d'école à Bougourouan est abandonné.

#### La Seconde Guerre mondiale
Le monument aux morts de Cléder porte les noms de 76 personnes mortes pour la France pendant la Seconde Guerre mondiale ; huit d'entre elles au moins sont des marins disparus en mer. D'autres marins ont été victimes de la guerre : Laurent Patinoc, second maître électricien sur le Strasbourg, a été tué lors de l'attaque sur Mers el-Kébir le 3 juillet 1940 et René Ollivier, matelot canonnier à bord du Pluton lors de l'explosion accidentelle de ce bateau le 13 septembre 1939 dans le port de Casablanca (Maroc). Parmi les soldats, Jean Marie Balcon est mort le 29 août 1940 en captivité en Allemagne.
Deux enfants, Jeanne et Yves Béchu, âgés de 13 et 9 ans, ont été assassinés le 30 novembre 1942 à Créac'h Oalec.
Achille Le Naourès, un ouvrier de Cléder, requis du STO, a livré le témoignage suivant : « Le travail consiste à installer des obstacles sur les plages, des grands pieux dressés. Et çà ne traîne pas ! Avec le jet d'eau à haute pression d'une sorte de grosse lance à incendie, deux ouvriers allemands creusent des trous cylindriques dans le sable, et nous, les requis français, devons y planter les grands pieux en bois qu'on appelle "asperges de Rommel" ».
Parmi les massacres et exactions commis par l'armée allemande en France pendant la Seconde guerre mondiale ainsi que par des supplétifs russes, ceux commis à Cléder firent 13 morts : le 8 août 1944, une colonne allemande venant de Saint-Pol-de-Léon et se repliant sur Brest traverse la commune dans la nuit vers 3 heures du matin ; alors qu'elle traverse le bourg de Cléder, des habitants les acclament, croyant qu'il s'agit d'une colonne américaine ; les Allemands tirent alors dans toutes les directions sur les maisons et les habitants, faisant un blessé. Une autre colonne allemande, venant de Tréflaouénan, sous prétexte d'avoir été attaquée par des résistants, à Toulbrout, brûle les récoltes et incendie et fait sauter des maisons, et prend cinq personnes en otage qui sont fusillées à bout portant (les victimes sont Louis Le Duc, François Thépaut, René et Jean-François Roué, Hervé Hélard) ; ces mêmes troupes, dans le village de Pen-al-Land Kerizur, entre Tréflaouénan et Cléder, brûlent aussi les récoltes ainsi qu'une maison, et tuent Claude Roué. Puis, dans le bourg de Cléder, sept autres personnes, dont le directeur et trois professeurs, ainsi que deux servantes et le fils de l'une d'elles, un adolescent de 15 ans, sont prises en otage à l'école des Frères et l'un d'entre eux, le frère Pascal Le Borgne, est tué d'une balle dans la nuque ; les six autres otages sont conduits, à pied, mains levées pendant tout le trajet, frappés à coup de pied et de crosse dès qu'ils baissent les bras, jusqu'à Plouescat où ils auraient dû être exécutés, mais sont finalement libérés sur ordre d'un officier allemand. Pendant le trajet, à Coas ar Bandu, des Allemands violent puis tuent Mme Quiviger, puis son fils aîné accouru en l'entendant crier ; les Allemands tirent au canon sur le village de Creachavel, tuant l'un des habitants, Falhun. Vers 11h30, une nouvelle colonne allemande traverse le bourg de Cléder, s'empare de deux blessés en train d'être soignés chez le docteur Le Méhauté et les fusille sur la route de Plouescat. Des soldats russes basés à Plougoulm ont participé aux exactions. Ces massacres firent en tout 13 victimes, 11 natives de Cléder, une de Plougoulm, une de Sibiril.
Trois Clédérois membres des Forces françaises libres sont morts pour la France pendant les combats de la Libération : Gustave Lespagnol et deux frères François Hervé Du Penhoat, Jean Hervé Du Penhoat.

#### L'après Seconde Guerre mondiale
Le monument aux morts de Cléder porte les noms de trois soldats (Albert Abgrall, Jean Jaouen, F. Péron) morts pour la France pendant la guerre d'Indochine et d'un marin (Vincent Cuiec, assassiné le 29 avril 1962 à Oran par un commando OAS) pendant la guerre d'Algérie.

### LeXXIesiècle

#### LeCeltic Interconnector
Le Celtic Interconnector, une liaison électrique principalement sous-marine longue de 576 km entre l'Irlande et la France doit être mis en service en 2026 ou 2027 ; son tracé breton, en souterrain et long d'une quarantaine de kilomètres, partira de Cléder pour aboutir à La Martyre ; il permettra le transfert de 700 mégawatts, dans un sens ou dans l'autre.

### Liste des maires

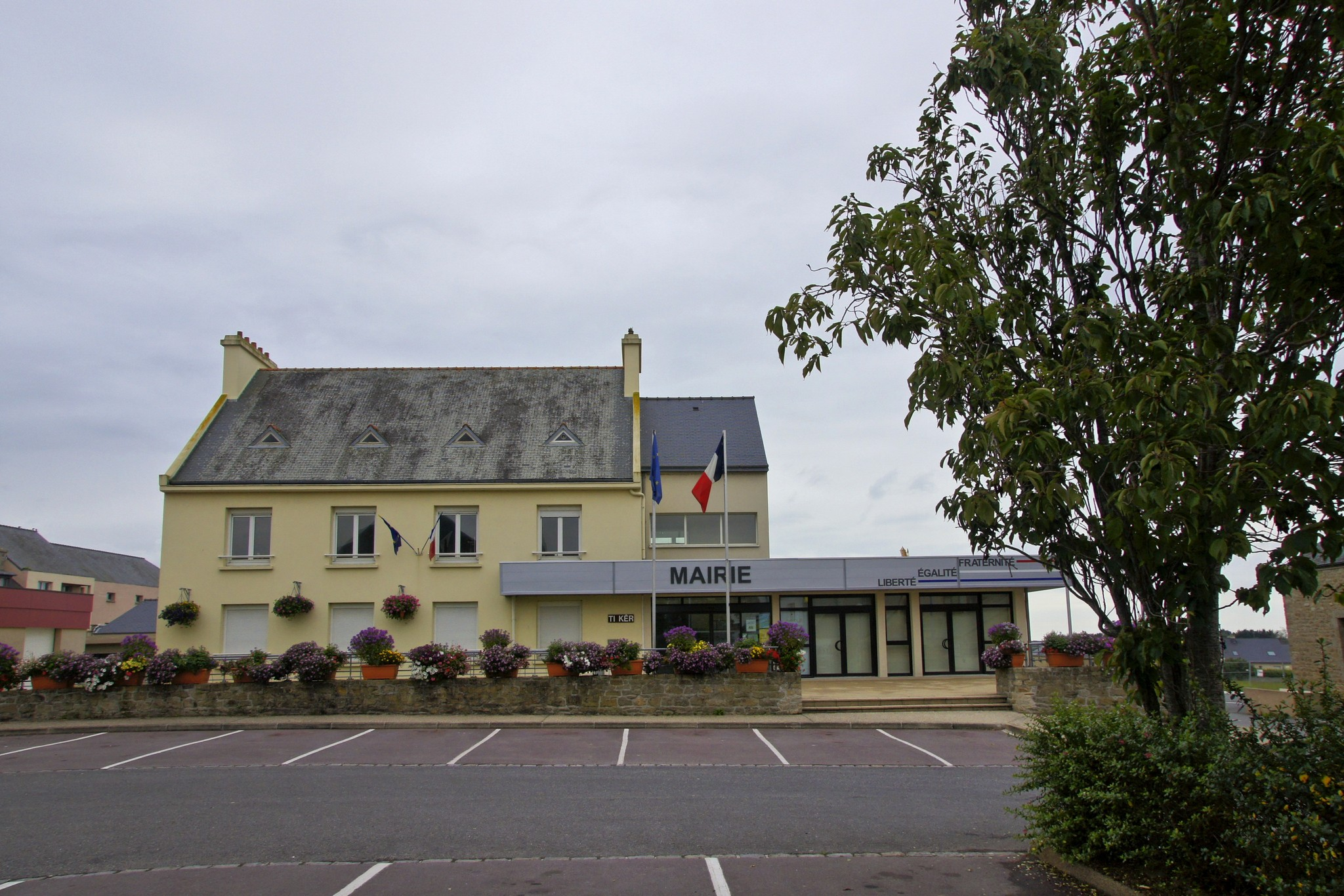
La mairie de Cléder

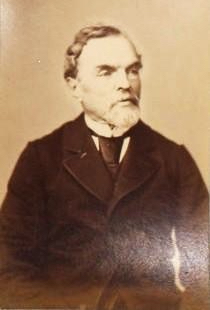
Émile de Kermenguy, maire et député

## Population et société

### Évolution démographique
| 1793  | 1800  | 1806  | 1821  | 1831  | 1836  | 1841  | 1846  | 1851  |
| ----- | ----- | ----- | ----- | ----- | ----- | ----- | ----- | ----- |
| 3 382 | 3 382 | 3 607 | 3 734 | 4 515 | 4 885 | 5 002 | 5 216 | 4 908 |

| 1856  | 1861  | 1866  | 1872  | 1876  | 1881  | 1886  | 1891  | 1896  |
| ----- | ----- | ----- | ----- | ----- | ----- | ----- | ----- | ----- |
| 4 662 | 4 693 | 4 689 | 4 772 | 4 682 | 4 842 | 4 753 | 4 690 | 4 716 |

| 1901  | 1906  | 1911  | 1921  | 1926  | 1931  | 1936  | 1946  | 1954  |
| ----- | ----- | ----- | ----- | ----- | ----- | ----- | ----- | ----- |
| 4 679 | 4 967 | 5 204 | 5 047 | 5 079 | 5 017 | 5 012 | 5 038 | 4 633 |

| 1962  | 1968  | 1975  | 1982  | 1990  | 1999  | 2005  | 2006  | 2010  |
| ----- | ----- | ----- | ----- | ----- | ----- | ----- | ----- | ----- |
| 4 544 | 4 275 | 3 923 | 3 928 | 3 801 | 3 641 | 3 786 | 3 781 | 3 824 |

| 2015  | 2020  | 2022  | - | - | - | - | - | - |
| ----- | ----- | ----- | - | - | - | - | - | - |
| 3 770 | 3 635 | 3 582 | - | - | - | - | - | - |

### Évolution du rang démographique
| selon la population municipale des années : | 1968 | 1975 | 1982 | 1990 | 1999 | 2006 | 2009 | 2013 |
| Rang de la commune dans le département      | 30   | 40   | 39   | 41   | 46   | 45   | 46   | 48   |
| Nombre de communes du département           | 286  | 283  | 283  | 283  | 283  | 283  | 283  | 283  |

En 2017, Cléder était la 50e commune du département en population avec ses 3 779 habitants (territoire en vigueur au 1er janvier 2020), derrière Pont-de-Buis-lès-Quimerch (49e avec 3 792 habitants) et devant Plomeur (51e avec 3 774 habitants).

## Événements culturels et sportifs
- Le club de football, l'Union Sportive Clédéroise (USC), a été fondé en 1946[197].
- Festival Les Artist'Chauds (depuis 2002).
- Les "100 km de Cléder entre terre et mer" (course organisée de 1992 à 2001 et reprise en 2012 jusqu'en 2017 ; non organisée en 2018[198].).

## Langue bretonne
À la rentrée 2017, 93 élèves étaient scolarisés dans les classes bilingues (soit 22,3 % des enfants de la commune inscrits dans le primaire).

## Lieux et monuments

### La Côte des Sables
L'ensemble de la côte Clédéroise se découvre à pied (GR 34, communément appelé « sentier des Douaniers »), à vélo (véloroute La Littorale), à moto ou véhicule motorisé (une petite route côtière borde le littoral).
- La plage Les Amiets

« Nelly Alard décrit la plage des Amiets dans son roman Le crieur de nuit. »

- La plage de Groac'h Zu
- La plage de Theven Braz
- La plage de Pors Misclic
- La plage de Porz Striz
- Port-Neuf
- La Grenouillère aux Amiets
- L'espace nature des Palujous (observatoire ornithologique et nombreuses variétés d'orchidées sauvages). En 1830, Jean-François Brousmiche[201] signale ces paluds : « Un immense terrain vient encore ici d'être conquis sur les flots. Ce sont les grands paluds de Cléder qui viennent d'être enclos. Cent hectares de terre sont rendus à l'agriculture; il a suffi pour obtenir ce résultat d'une chaussée de trois cents mètres ».
- Maisons des douaniers : édifiés au temps de la défense littorale par l'ingénieur du Roi Siméon Garangeau à des endroits indiqués par Vauban, le corps de garde du Lavillo[202] et celui des Amiets[74] surveillaient les bateaux de passage. En cas de mouvement suspect, des miliciens de garde alertaient les autorités par signaux codés (jeux de pavillon, coups de canon à blanc, feux de nuit). La situation de ces maisons de douaniers, dissimulées derrière les rochers, permettaient de ne pas être vu du large.
- Les fours à goémon, au port de Kerfissien : construits dans des tranchées de 60 cm de profondeur, 5 à 10 m de longueur, 50 cm de largeur et recouverts sur les côtés et le fond de pierres plates, ils permettaient de brûler les algues, plus particulièrement le goémon, qui avait au préalable séché sur la côte, après avoir été pêché, afin d'extraire des blocs d'iode, utilisé notamment dans la pharmaceutique. Il en existe un autre à Poulennou[203].
- Les sites d'extractions de granit témoignent du travail des tailleurs de pierre Clédérois (en 1960, on en comptait 200) : extraction du granit, fendage de rochers, taille et déplacement de pierre.

### Les châteaux et manoirs
- Le château de Kergournadech (vers 1620), inscrit au titre des monuments historiques[204].

- Le manoir de Tronjoly (XVe siècle), classé au titre des monuments historiques[205] ; situé à flanc de coteau, le manoir de Tronjoly, dont le nom signifie « jolie vallée », fut construit au XVIe siècle (édifié en 1535 par Christophe de Kergoët) et est caractéristique de l'architecture gothique flamboyante de cette époque. Le logis central fut remanié au XVIIIe siècle.

- Le château de Kermenguy (1632), inscrit au titre des monuments historiques[206].

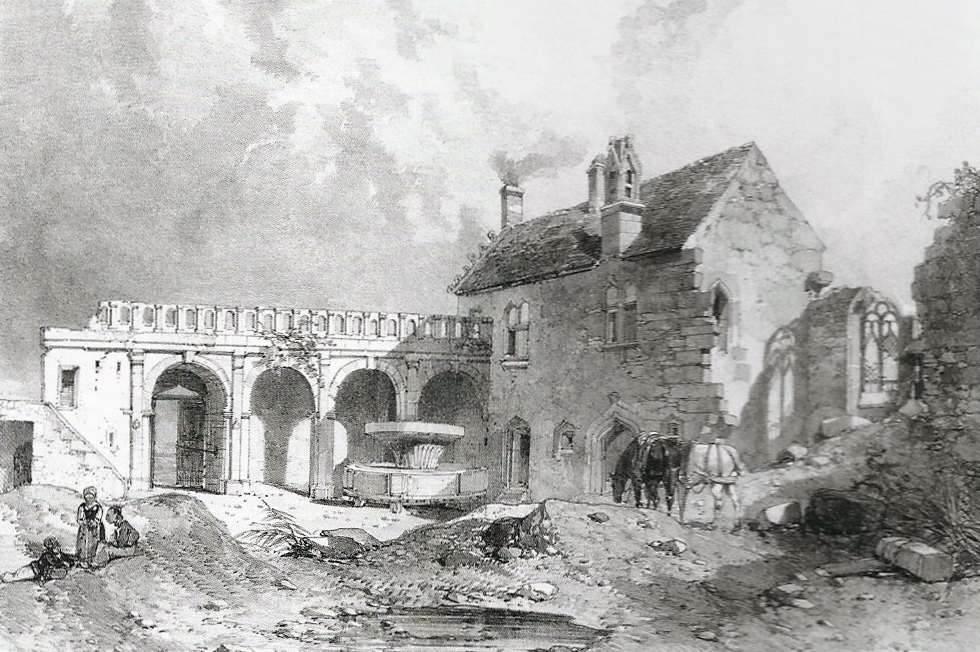
Le manoir de Kerliviry (dessin d'Auguste Mayer datant de 1845 ou 1846).

- Le manoir de Kerliviry

Le manoir de Kerliviry date du XIVe siècle ; la famille de Kerliviry est connue dès 1481, date où Hervé de Kerliviry épouse Marie de Kéraméar ; en 1566, le manoir appartient à Tanguy de Kerliviry, époux de Jehanne de Kerroignant. Par la suite, le manoir tombe en quenouille et passe aux mains de la famille de Tromelin (par exemple le 25 septembre 1657 René de Tromelin, seigneur de Kerliviry, épouse Marie Le Moyne, dame de Kermerrien). Le domaine passe ensuite successivement aux mains des familles Boiséon (le 27 février 1650, René de Boiséon, seigneur de Coëtlez, épouse Claude de Tromelin, dame de Kerliviry), Poulpiquet (par exemple Charles-René de Poulpiquet, né le 15 mars 1752 est baron de Locmélar et Kerliviry) et Budes de Guébriant). Le chevalier de Fréminville le décrit dans son livre Antiquités du Finistère publié en 1832. Charles Nodier et Justin Taylor écrivent : « Au-dessus de l'entrée est placé l'écusson armorié des seigneurs de Kerliviri [Kerliviry], surmonté d'un casque, avec leur devise "Y oull doue" (« La volonté de Dieu soit faite »). Auguste Mayer en fait un dessin en 1845 ou 1846, montrant un logis encore intact, ainsi qu'un portique et une vasque monolithe en granite (laquelle a été par la suite donnée par le comte Alain Casimir Budes de Guébriant, alors maire de Saint-Pol-de-Léon, à sa ville où elle se trouve désormais), mais la chapelle est alors ruinée.

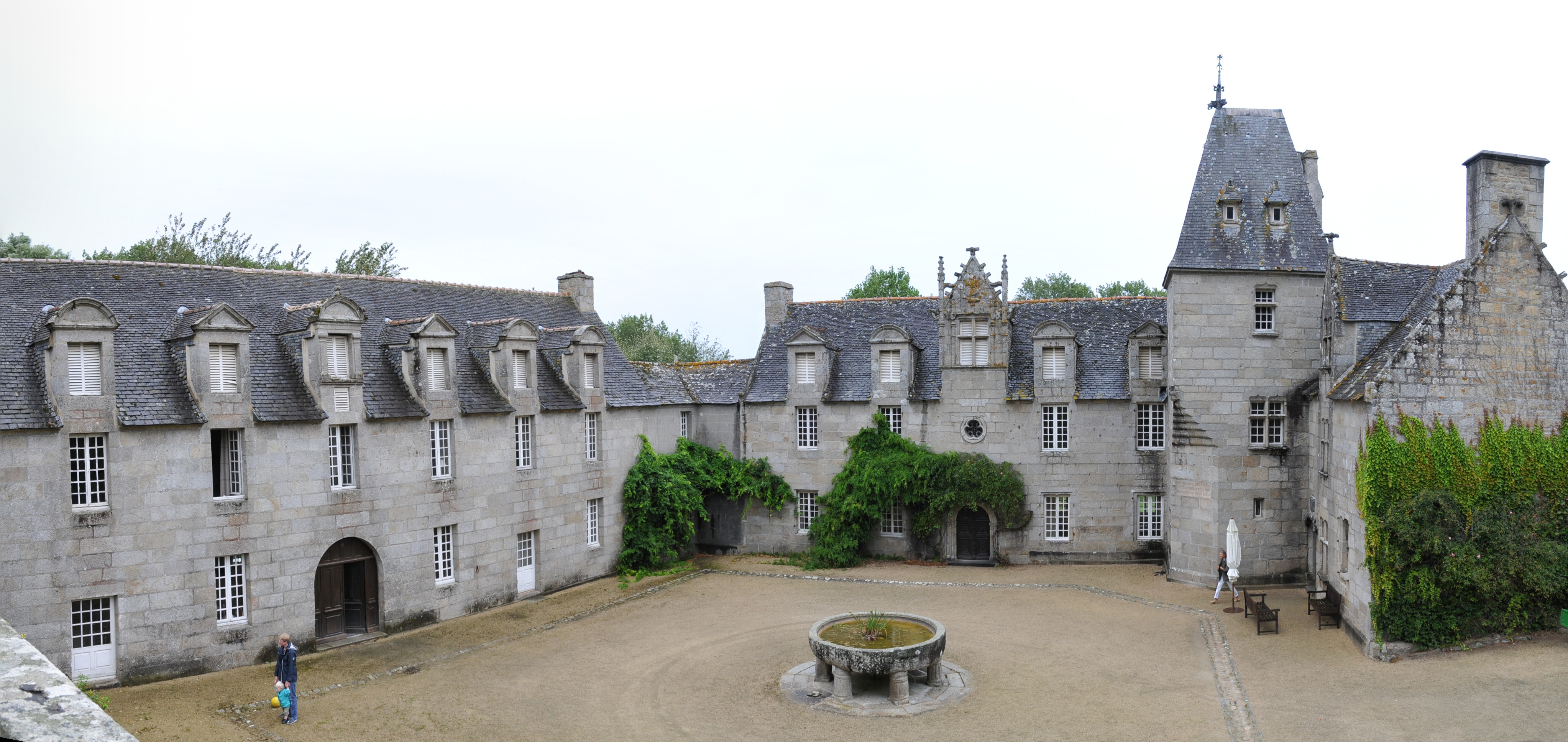
Manoir de Tronjoly.
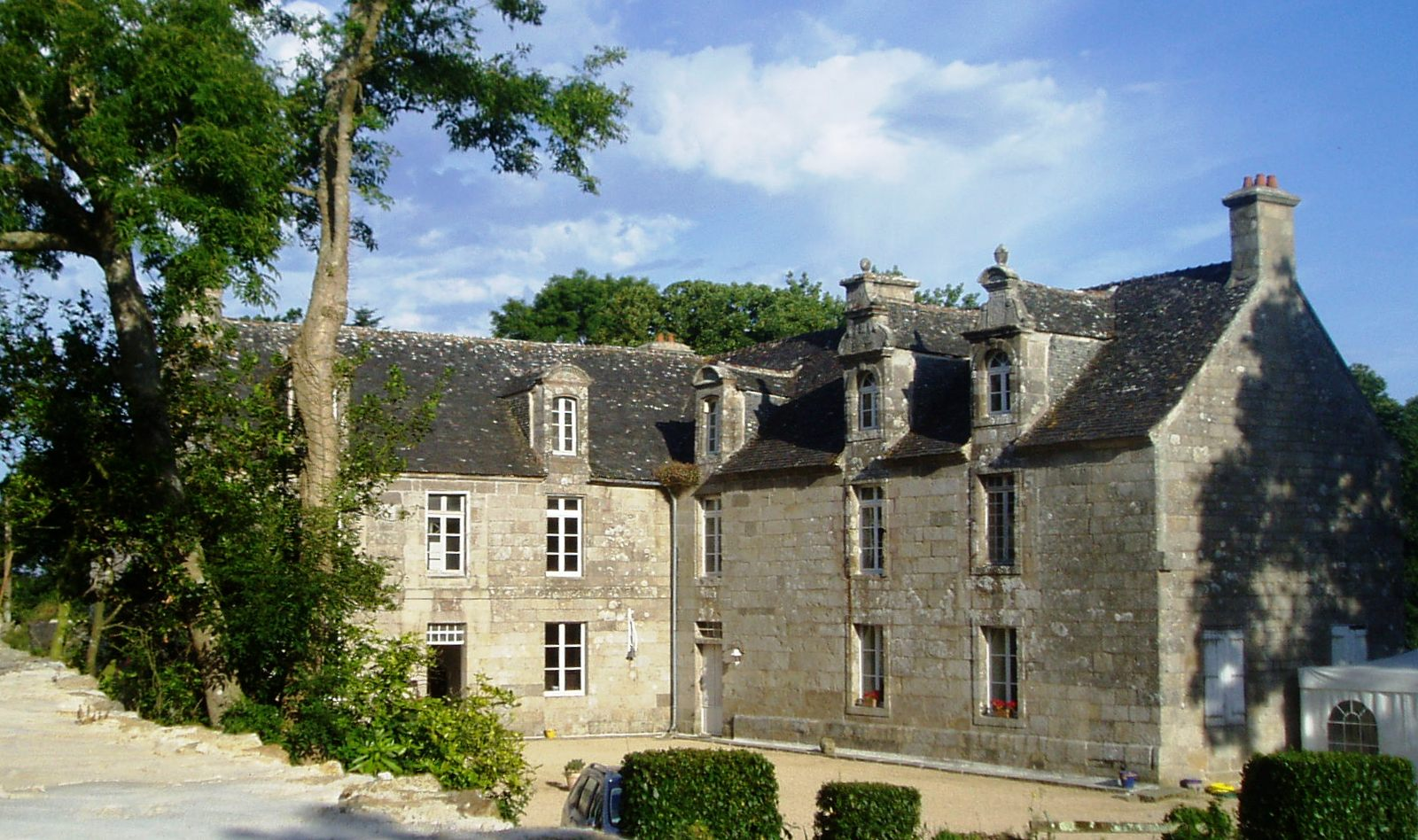
Château de Kermenguy.
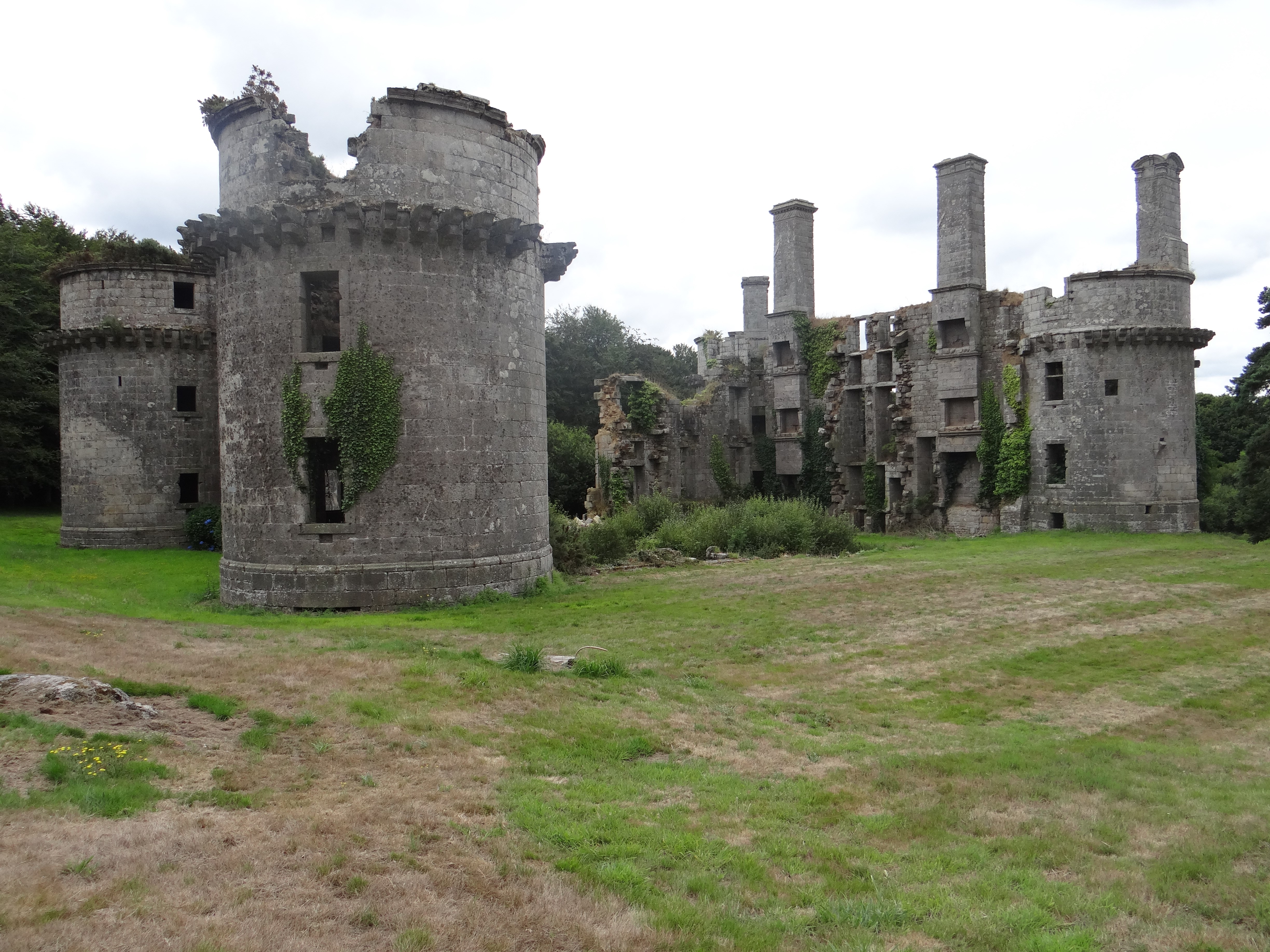
Ruines du château Kergournadech.
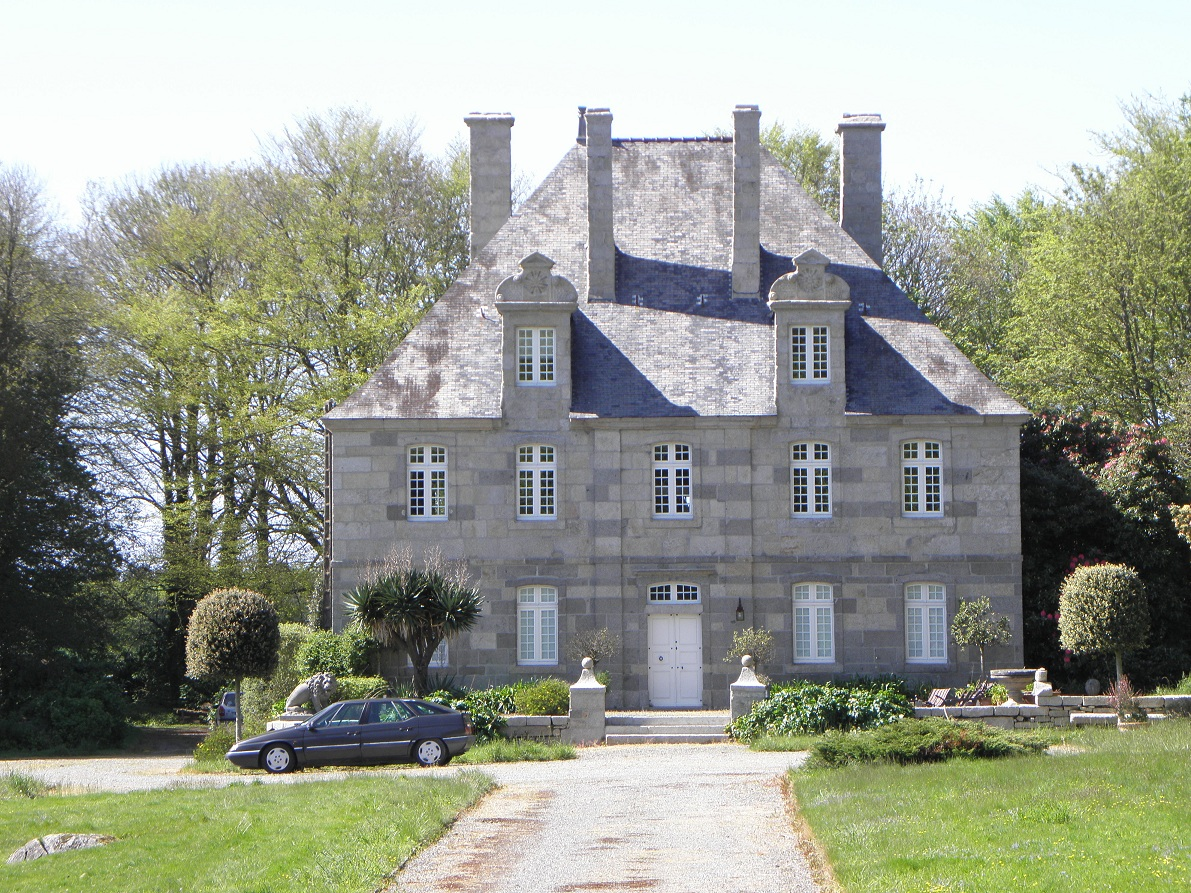
Pavillon du château de Kergournadech.

D'autres manoirs, de moindre importance, plus ou moins disparus, peuvent être cités : Menfaoutet, Crechmorvan, Traonpaul, Plevern.

### Monuments religieux

#### Église Saint-Pierre-Saint-Ké-Colledoc
On ignore la date de la construction de la première église, sans doute à l'initiative des seigneurs de Kergournadec'h.

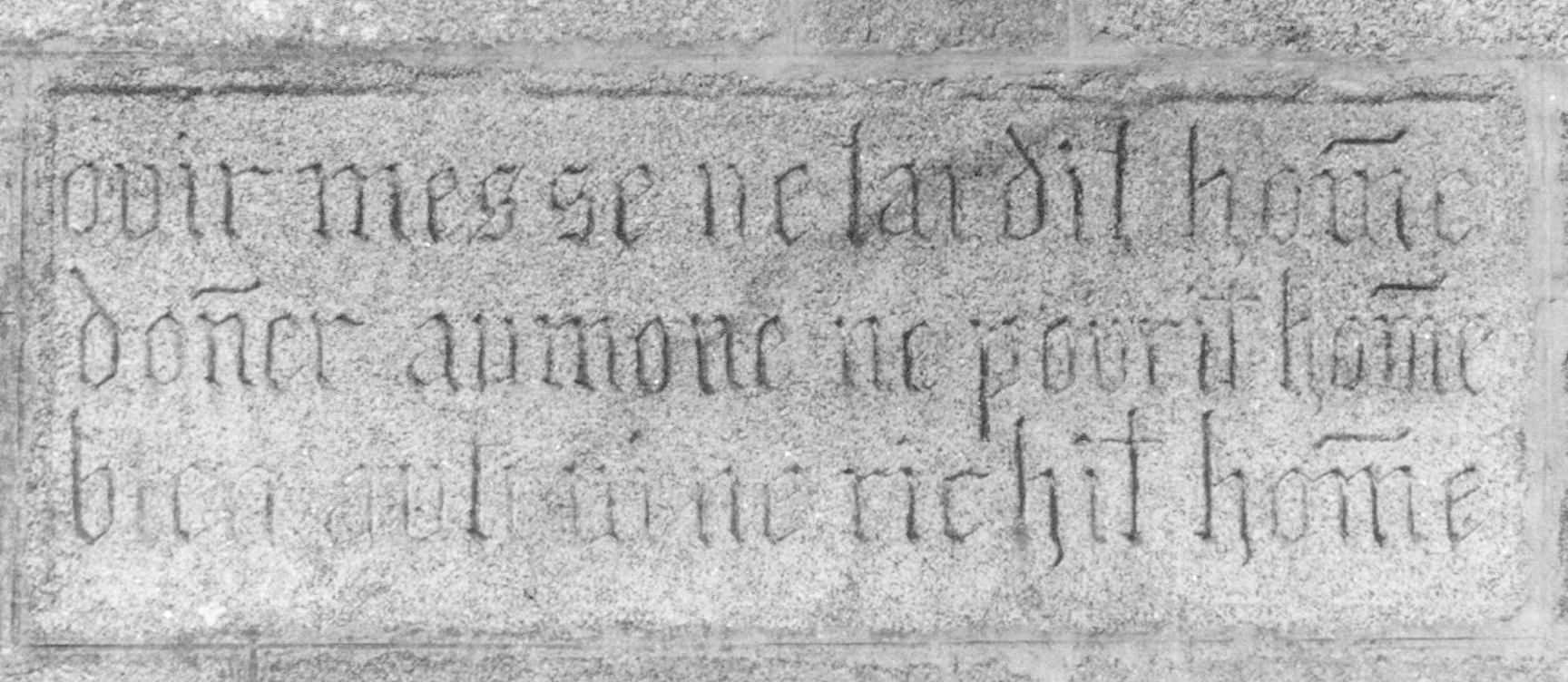
Pierre gravée de l'ancienne église?.

Aujourd'hui en remploi au manoir de Tronjoly, une pierre gravée d'une sentence morale, datée paléographiquement du XIVe siècle, pourrait provenir de l'ancienne église: « OUIR MESSE NE TARDIT HOME / DONER AUMONE NE POVRIT HOME / BIEN AUTRUI NE RICHIT HOME », que l'on peut transcrire par : « Écouter la messe ne retarde pas ; donner l'aumône n'appauvrit pas ; le bien d'autrui n'enrichit pas ». Cette inscription pourrait fournir une date ante quem à la construction de l'ancienne église.
L'église avait dans un état antérieur une maîtresse vitre connue grâce à un document des Archives départementales du Finistère (copie de 1716 d'un original de 1656). Ce vitrail et l'histoire de la famille de Kergournadec'h ont fait l'objet d'une étude de Marc Faujour.

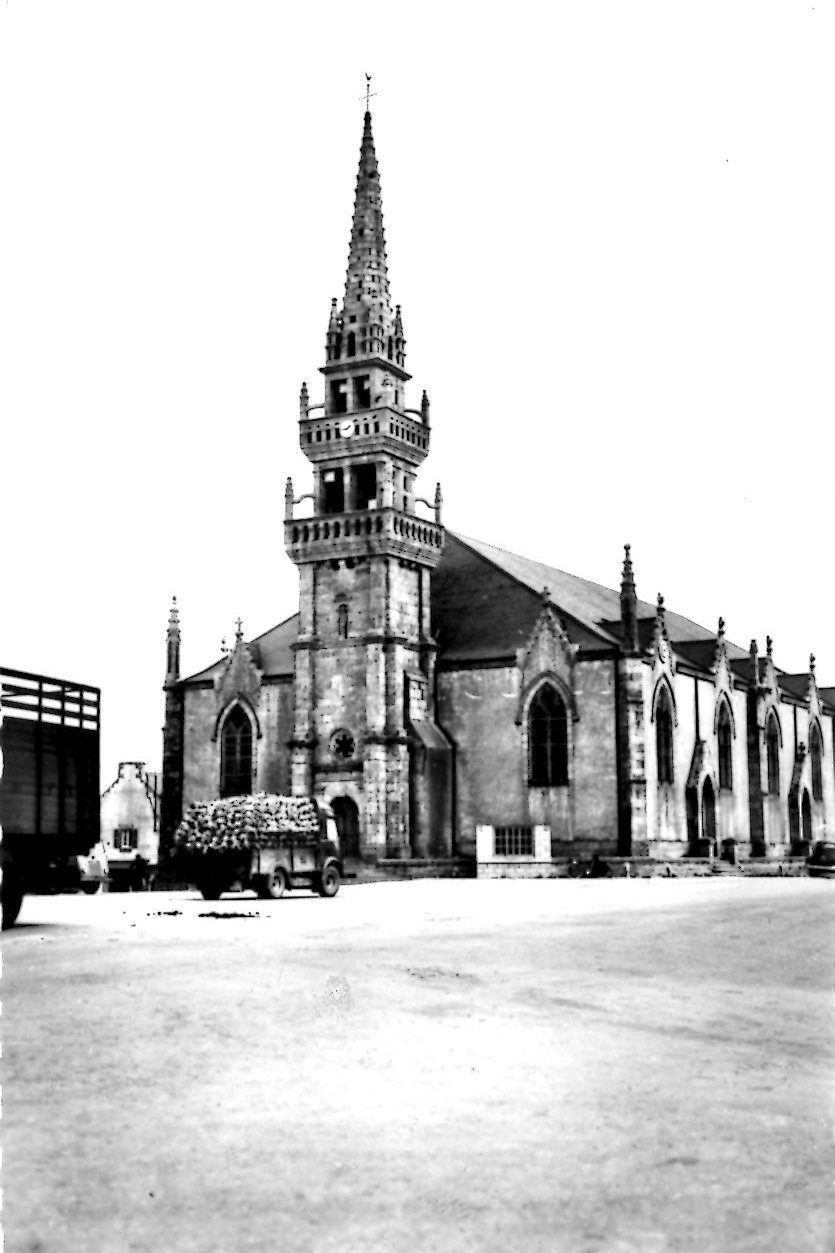
Eglise de Cléder vers 1950

L'architecture de la baie permet une datation vers 1400. Le pignon du grand autel menaçant de s'écrouler, il est fait appel à un peintre afin d'en garder trace. « Le pignon du grand autel, ou est la maitresse vitre avec des armes et escussons des dits-seigneurs avec un crucifix, et autres misteres dessous les dites armes et escudos menasse ruine et prompte cheute, auroit été advisé de le refaire, pour obvier a l'inconveniant qui en pourroit arriver; ensemble de faire une sacristie aboutissante sur le cimittiere en meme endroit pour l'utilite de la dite paroisse; ce qui ne se pourrait bonnement faire sans rehausser et agrandir ladite vitre, afin d'esclairer ledit grand autel, et doubtant quil y arrivoit quelques difficulté et differant , tous lesdits escussons et armes auroint requis ledit Bouricquen de faire estat de ladite vitre escussons et armes y estants, afin de les remettre par cy après la construction desdits pignon et sacristie en leur prestin estat, ou de telle facon que lesdits seigneurs aviseront chacun suivant leur droit et propriété ». Le peintre, Jacques Bouriquen, est de Saint-Pol-de-Léon. Y assistent Vincent du Kergoat, seigneur de Tronjoly, Jacques de Kermenguy, seigneur du dit lieu, Hervé de Kermenguy, seigneur de Saint-Laurens, escuyer Guillaume Aupoix représentant le seigneur, marquis de Rosmadec et de Kergournadec'h.
Cette vitre comportait dans trois lancettes une crucifixion, un Saint-Pierre et un Saint-Jacques, et dans sa partie supérieure une rose et deux trilobes. Dans la rose figuraient les armoiries des Kergournadec'h, leurs prééminences et alliances. À ce groupe en supériorité étaient joints, de part et d'autre, ceux des Kermenguy et des Tronjoly. Le vitrail a été l'objet par la suite de diverses modifications, connus par divers documents jusqu'en 1720, notamment pour assoir la prééminence des Rosmadec.
Aujourd'hui, la partie la plus ancienne de l'église est le clocher de type léonard, avec ses deux galeries et sa flèche ; elle est datée de la toute fin du XVIIe siècle par deux inscriptions, l'une de 1697 sur le portail ouest et l'autre de 1700, cette dernière précisant : « Prigent, recteur de Cléder, Yves Moisan et Guillerm curés ». L'église menaçait ruines à la fin du XVIIIe siècle, mais les fonds manquaient pour sa reconstruction; il fallut attendre la fin de la période révolutionnaire pour que le chantier soit enfin achevé, en 1830. Jean-François Brousmiche la visite alors et porte un jugement sévère sur cette reconstruction : « On a conservé de l'ancien édifice le clocher peu élevé mais élégant, qui jure étrangement par sa construction avec le style du monument qui s'appuie sur lui. L'église de Cléder ne ressemble pas mal à une vaste halle dont le toit serait soutenu par deux rangs de colonnes. Cet édifice fait mal à voir. Des autels sans ornements, sans décorations, des murailles nues, décrépies à blanc, voilà le temple ». Selon lui, les offices, en attendant ce nouveau bâtiment, avaient lieu « dans le cimetière dans un hangar couvert en chaume ».

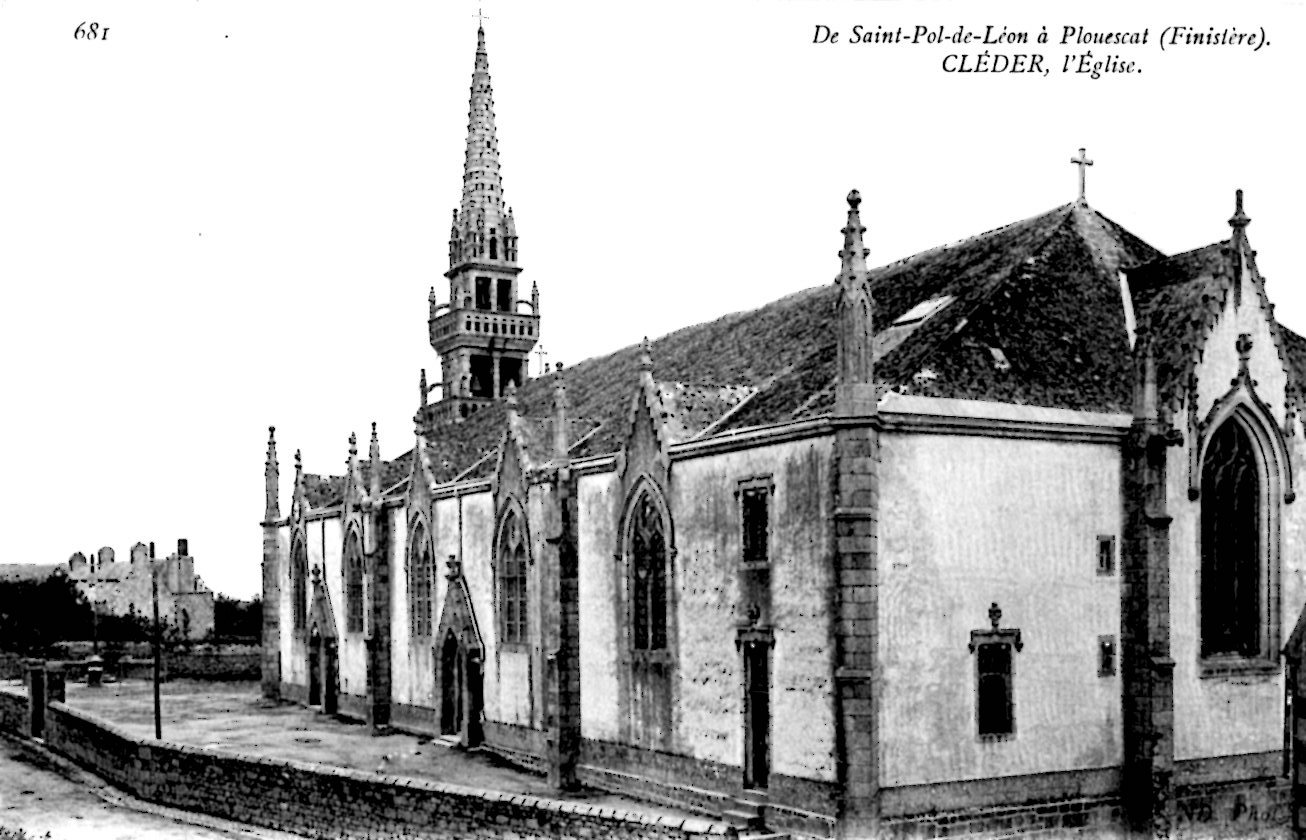
Eglise de Cléder au début du XXè siècle

Une statue en kersantite de saint Ké-Collédoc se trouve sur sa façade ouest.
L'église de Cléder se caractérisait autrefois par une curieuse tradition[réf. souhaitée] : le chœur était tapissé de boîtes noires de deuil ajourées par un cœur, dites boîtes à chef, sur lesquelles on pouvait lire : ci-gît le chef de M. ou Mme X ou Y…, ces boites contenant le crâne des fidèles qui avaient ainsi manifesté leur dernière volonté de se rapprocher de Dieu. Cette tradition funèbre est disparue de nos jours, de la même façon que les chaises et les emplacements privilégiés réservés au nom des notables locaux, ainsi que les indulgences plénières à titre onéreux.

#### Chapelles[215]
- Chapelle du manoir de Tronjoly, reconstruite vers 1880[216].
- Chapelle Sainte-Anne de Kerfissien, bénie le 12 octobre 1950, par les architectes Le Jane et Lafforêt. Ses pierres proviendraient du manoir de Mesormel en Saint-Vougay[217].
- Chapelle Notre-Dame de l'Espérance, construite vers 1855 dans le nouveau cimetière.

D'autres chapelles, souvent dépendantes d'un manoir, sont aujourd'hui détruites :
- chapelle Saint-Quay, détruite en 1787 ;
- chapelle de Brélévénez, en ruines en 1838 ;
- chapelle Saint-André ;
- chapelle de Locmaria ;
- chapelle Saint-Cosme et Saint Damien ;
- chapelle de Kerliviry ;

La chapelle Saint Jean de Kergournadech, dépendante du château, est aujourd'hui sur la commune de Saint Vougay.

#### Croix et calvaires
Trente-six croix et calvaires, certains ruinés, ont été recensés à Cléder par Yves-Pascal Castel dans son Atlas des croix et calvaires du Finistère, travail mis en ligne depuis par la Société archéologique du Finistère, dont :
- la croix monumentale de Kerzuoc'h, datée de 1625, œuvre de Roland Doré. Représente un Christ en croix avec les inscriptions : M.Y.Priser prêtre 1625, S Yves[219],[220] ;
- la Croix de Langoziliz ou croix de Poulscavennou, Croaz-Iliz-Coz[221],[222], inscrite au titre des monuments historiques par arrêté du 19 avril 1972.
- le calvaire de Kerjean, classé au titre des monuments historiques par arrêté du 18 décembre 1969[223].

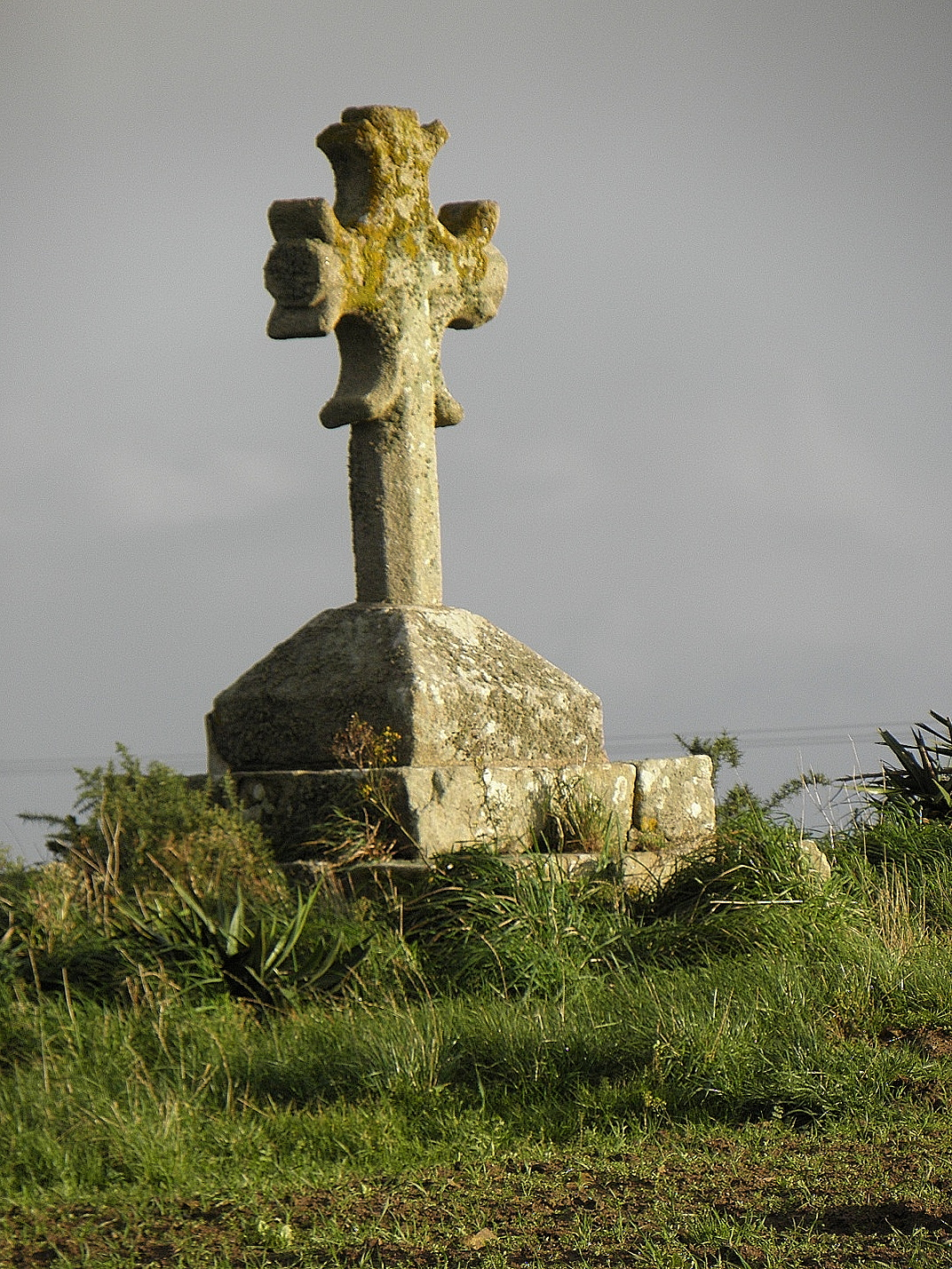
Croix de Langoziliz.
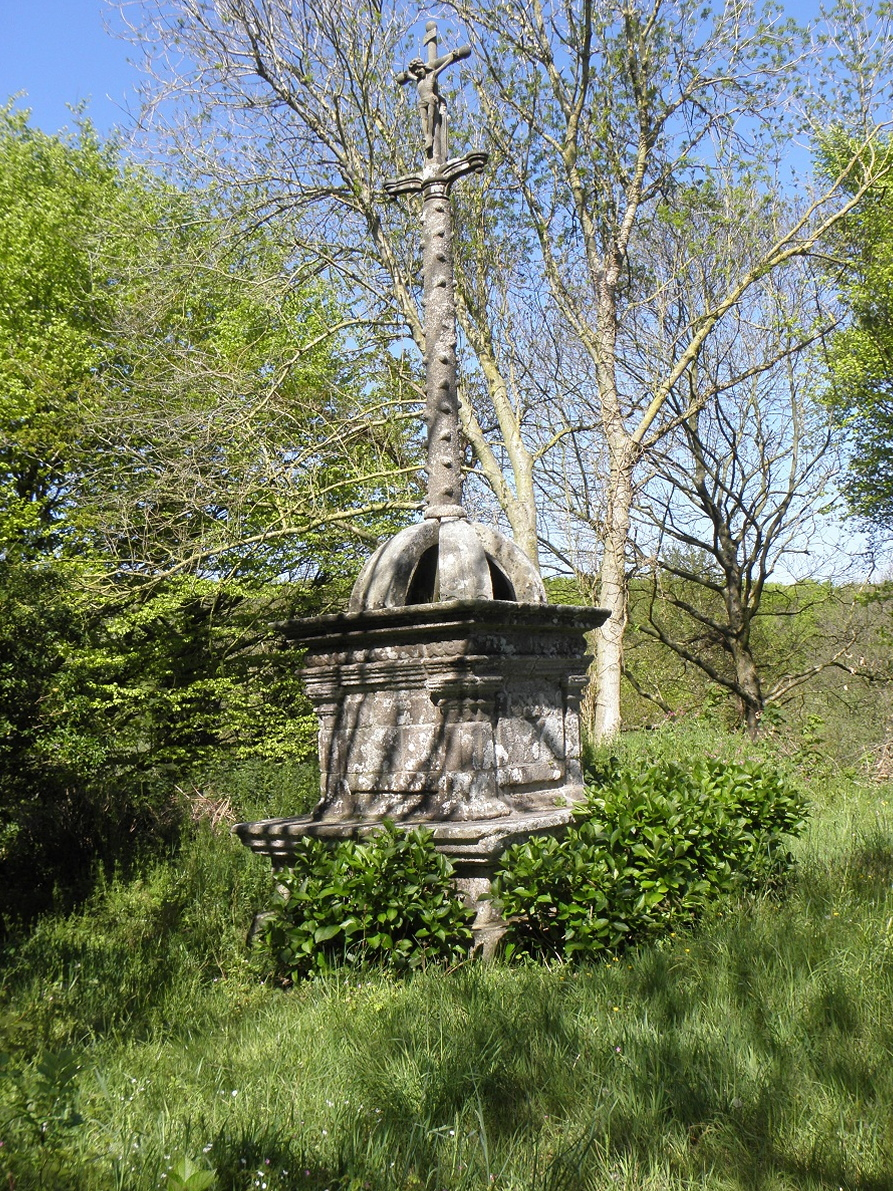
Calvaire de Kerjean.

### Espaces verts
- Plan d'eau du Val Jégu : en centre ville, aménagé autour d'un lac artificiel.
- Espace nature des Palujous, le long de la rivière du Lavillo.

### Équipements sportifs
- Le stade-vélodrome Yves Berthevas.

## Littérature
- Victor Segalen évoque dans sa Correspondance un voyage en vélo entre Brest et Saint-Pol-de-Léon effectué en 1918[224].
- Benedicte Feat (1949) : littéraire nageuse à l'année, à l'écoute  des rivages depuis sa naissance… ceux de Cléder — personne n'est parfait —depuis 1971 (!).  Auteure de:

« Sainte-Anne, chapelle de Kerfissien » 2000 ( histoire de la construction de la Chapelle de Kerfissien ). 
« "Je serai pêcheur d'hommes", François Mic sentinelle de la mer » 2012 — Écriture au long cours pour cet ouvrage préfacé de 3 pages manuscrites par l'Amiral  Lagane (président national de la SNSM) retraçant  la vocation, dès son plus jeune âge,  les 43 sauvetages de François Mic, pêcheur de Kerfissien ; la relation à la mer interrogée. 
- Mona Ozouf : Composition française (elle a vécu à Kerfissien).
- Marie-Hélène Prouteau : La petite plage (l'auteure évoque aussi la plage de Kerfissien et sa jeunesse à Cléder)[225], La Part commune, 126p, 2015,  (ISBN 2844183190).
- Jean-Paul Kermarrec (né en 1949 à Plouzané), poète[226].

## Personnalités liées à la commune
- Guy François de Coëtnempren de Kersaint, né au château de Brézal en Plounéventer, le 7 juin 1703, seigneur de Kersaint en Cléder', comte de Kersaint, chevalier de Saint-Louis, chef d'escadre des armées du roi, mort en 1759 à bord du vaisseau-amiral Le Thésée dans la guerre navale contre les forces anglaises en baie de Quiberon.
- Claude de Parcevaux, (1700-1775), chef d'escadre des armées du roi. Il avait épousé en 1738, Marie-Magdeleine de Kergoët, héritière du manoir de Tronjoly en Cléder. Leur fils, Ambroise-Toussaint de Parcevaux, seigneur de Tronjoly, ancien lieutenant des armées du roi, a émigré en 1792 et il échappe au massacre de l'Expédition de Quiberon en 1795. Il est maire de Cléder de 1808 à 1818.
- Le comte Émile de Kermenguy, (1810-1893), propriétaire du château de Kermenguy, député monarchiste du Finistère de 1871 à 1893. Il s'est manifesté en démissionnant de son poste de conseiller général le 2 décembre 1851 pour protester contre le coup d'État de Napoléon III.
- Jean Guillou, né à Cléder le 2 décembre 1830, fut l'auteur de nombreux cantiques bretons, en prose et en vers ; il fut recteur de Locmaria à Quimper entre 1870 et 1872, puis de Penmarc'h jusqu'à sa mort le 1er septembre 1887 ; il fut enterré dans cette commune[227].
- Vincent Favé, né à Cléder (1902-1997), évêque auxiliaire de Quimper (1957-1977) et écrivain de langue bretonne.
- Louis Le Duff, né à Cléder le 1er août 1946, fondateur du Groupe Le Duff (enseignes de restauration Brioche dorée, Pizza Del Arte).
- Philippe Corbé, né le 8 novembre 1979 à Morlaix, journaliste français, directeur de la rédaction de BFMTV, a grandi à Cléder.
- Le peintre chinois He Yifu a séjourné à Cléder en 2002 lors de son "Voyage en Bretagne".

## Jumelages
- Ashburton (Devon) (Royaume-Uni)
- Taninges (France)
- Herleshausen (Allemagne)
- Lauchröden (de) (Allemagne)